# SBV Vitesse
Vitesse Arnhem, officieel Stichting Betaald Voetbal (SBV) Vitesse-Arnhem en algemeen bekend als Vitesse, is een Nederlandse voetbalclub uit Arnhem. De club is opgericht op 14 mei 1892, en kende zijn beste periodes van 1990 t/m 2002 en van 2010 t/m 2022. In 2017 wonnen de Arnhemmers de KNVB Beker. Van 1998 tot 2025 was stadion GelreDome de thuishaven van Vitesse, dat plek biedt aan ruim 21.000 toeschouwers.   
De traditionele uitrusting van Vitesse bestaat uit een verticaal gestreept geel-zwart shirt, gebaseerd op de kleuren van de provincie Gelderland en op het wapenschild van de familie van Van Pallandt.
Door de jaren heen hebben vele markante persoonlijkheden een belangrijke rol gespeeld in de geschiedenis van Vitesse. Tot de bekendste Vitesse-iconen behoren: Theo Bos, Edward Sturing, John van den Brom, Martin Laamers, Theo Janssen, Nicky Hofs, Bennie Hofs, Henk Bosveld, Just Göbel, Willem Hesselink, Herman Veenendaal, Boško Bursać, Bert Jacobs, Karel Aalbers, Guram Kashia en Alexander Büttner.
Op 11 juli 2025 werd de proflicentie van Vitesse door de KNVB ingetrokken. De club ging in beroep tegen deze beslissing. Op 31 juli oordeelde de beroepscommissie dat het intrekken van de licentie terecht was. Als laatste mogelijkheid startte de club op 7 augustus een kort geding, waarin werd beoordeeld of de beslissing van de KNVB conform de eigen reglementen was genomen. De rechter deed op 8 augustus uitspraak en stelde de KNVB in het gelijk, waardoor Vitesse definitief zijn proflicentie verloor.

## Geschiedenis

### Arnhemsche cricket- en voetbalvereeniging Vitesse (1887–1891)
De oorsprong van Vitesse, een van de oudste voetbalclubs in Nederland, kan worden herleid tot het jaar 1887, toen de Arnhemsche cricket- en voetbalvereeniging Vitesse werd opgericht door een groep jonge mannen die eerder cricket speelden op de Rijnkade.  De naam Vitesse werd bedacht in het huis van oprichter en speler Frits Couvée, gelegen aan de Parkstraat 84 in het Spijkerkwartier. De keuze voor de Franse term 'Vitesse,' wat 'snelheid' betekent, weerspiegelde de voorkeur van de oprichters voor een meer elitaire en elegante benaming.
Het oorspronkelijke Vitesse floreerde gedurende bijna vijf jaar, tot november 1891, toen de vereniging werd opgeheven vanwege het gebrek aan een geschikt speelveld. De locatie in Klarenbeek, waar de vereniging eerder gebruik van maakte, werd omgezet in een wielerbaan, waardoor Vitesse haar activiteiten niet kon voortzetten.

#### Invloed van Engelse tradities
De opkomst van cricket in Nederland in de 19e eeuw werd beïnvloed door Engelse tradities, vooral via kostschoolonderwijs. Onder leiding van Sergeant Thomas Johannes Klinkspoor werd in 1883 de eerste cricketclub in Arnhem opgericht, genaamd "Arnhemsche Cricket Club" (ACC), wat de weg vrijmaakte voor verdere cricketactiviteiten in de regio.

#### Cricket en voetbal samen
Naast cricket speelde Vitesse ook voetbal, wat blijkt uit verslagen van wedstrijden in de jaren 1880. De club nam deel aan wedstrijden tegen teams zoals Go-Ahead uit Wageningen, wat toen al een combinatie van cricket en voetbal was. In maart 1889 vond een voetbalwedstrijd plaats tussen "de beste voetballers van Arnhem en Velp" en Go-Ahead, wat suggereert dat Vitesse een actieve rol speelde in de vroege ontwikkeling van het Nederlandse voetbal.

#### Toetreding tot bonden
Op 4 oktober 1890 trad Vitesse toe tot de Nederlandsche Voetbal- en Athletiek Bond, waarbij de club werd ingedeeld in de competitie van tweede klasse-clubs. Hoewel het onbekend is of Vitesse ooit wedstrijden speelde volgens het opgestelde schema, markeert deze stap de formele betrokkenheid van Vitesse bij de georganiseerde voetbalsport in Nederland. Tegelijkertijd was Vitesse ook erkend als tweede klasse-club door de Nederlandsche Cricket Bond.

#### Pim Muliers perspectief op de beginjaren van Vitesse
Pim Mulier, een pionier in de Nederlandse sportgeschiedenis, wierp zijn blik op de vroege jaren van Vitesse (1887-1893). In zijn boek Cricket, uitgebracht in 1897, beschreef Mulier dat Vitesse, opgericht in april 1887, volgens hem speelde in de kleuren rood en wit. De impuls voor de oprichting kwam van Siegfried Anne Leopold, een geboren Arnhemmer die aanvankelijk diende als secretaris en later, vanaf de zomer van 1890, als president van Vitesse. Leopold, ook betrokken bij het latere 'nieuwe' Vitesse als cricketer, voetballer, doelman, en de allereerste captain, bekleedde de voorzittersfunctie van maart tot november 1893.
Mulier meldde dat Vitesse in zijn beginjaren, met aanvankelijk dertig werkende leden en later zelfs tachtig, cricket speelde op verschillende locaties, waaronder "den Boulevard," Velp, en uiteindelijk op het Sport- en Tentoonstellingsterrein aan de Velperweg, dat al sinds augustus 1887 bestond maar waarschijnlijk pas twee jaar later voor het eerst door Vitesse werd gebruikt. Deze inzichten van Mulier werpen een historisch licht op de vroege dagen van Vitesse, een van de oudste voetbalclubs in Nederland.

### Kampioen van het oosten (1892–1922)

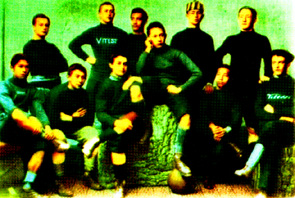
Vitesse anno 1894

Vitesse wordt op 14 mei 1892 (her-)opgericht als cricketclub door zestien scholieren van het gymnasium en de HBS. De oprichters zijn afkomstig uit de gegoede stand en konden zich veroorloven duur cricketmateriaal aan te schaffen. Onder deze scholieren bevonden zich ook vier Indische neefjes Dezentjé. Frans Dezentjé (geb. 1874) werd gekozen als eerste voorzitter van Vitesse. Als speellocatie worden de weilanden aan de noordzijde van Arnhem nabij de Molenbeekstraat uitgekozen. Op 19 juni 1892 wordt de eerste officiële cricketwedstrijd gespeeld in Barneveld; tegen Be Quick volgt een overwinning met 51 runs. Op 10 september 1892, tijdens een vergadering in gebouw Tivoli aan de Velperweg, besloot het bestuur om naast cricket ook weer voetbal te gaan spelen, met als belangrijkste argumenten dat cricket niet zo makkelijk te leren is als voetbal en de kosten van het cricketmateriaal. Op het terrein van de IJsclub achter de Boulevard Heuvelink wordt zomers cricket gespeeld en voetbal in de lente en de herfst. In het najaar van 1892 speelt Vitesse zijn eerste voetbalwedstrijd tegen de Nijmeegsche Football Club (N.F.C.); Vitesse verliest met 2-0. Gedurende de winter van 1893/94 speelt Vitesse op een veld binnen de Planten- en Vogeltuin en op een weide van landgoed Bronbeek. Twee jaar lang speelde Vitesse alleen vriendschappelijke wedstrijden, totdat in 1894 de Gelderse competitie van de Nederlandse Voetbal Bond (NVB) van start gaat. Met het spelen van competitievoetbal komt het spelen van cricket ten einde. De eerste competitiewedstrijd speelt Vitesse uit tegen Victoria in Den Bosch. Na een ruststand van 0-7 wint Vitesse met 0-17. Doelpunten werden gemaakt door Edmond Dezentjé, Bernard Dezentjé, Willem Hesselink, Hendrik Deelken en Eli Dezentjé.
Omdat er een boom in het midden van het veld stond was het spelen van officiële wedstrijden op Bronbeek niet toegestaan. Zodoende verhuisde Vitesse vanaf december 1894 noodgedwongen naar de Paasweide, aan de overkant van de Rijn. Hier organiseert Vitesse in 1895 ook de eerste internationale voetbalwedstrijd, tussen een oostelijk elftal en Maidstone uit Engeland. In 1895 en 1896 wordt Vitesse kampioen van de Gelderse competitie; promotie volgt naar de Eerste klasse Oost die in het leven werd geroepen. In de zomer van 1896 verlaat de club de Paasweide voor het middenterrein van Klarenbeeks wielerbaan; deze wielerbaan wordt in 1898 gesloopt waardoor meer ruimte voor het voetbal ontstaat. Sportief gaat het Vitesse goed, met het behalen van het kampioenschap in de Eerste klasse Oost in 1897, 1898, 1903, 1913, 1914 en 1915, waarmee ze zich vanaf 1898 plaatsen voor de nationale kampioenscompetitie. Het kampioenschap werd echter niet behaald en men moest genoegen nemen met vijf tweede plaatsen. Op 15 januari 1899 speelt Vitesse zijn eerst wedstrijd in het buitenland. Als eerste Nederlandse vereniging speelde de Arnhemmers in Duitsland tegen Duisburger TfE 1848, een duel dat eindigt in 0-6. Van het seizoen 1894/95 tot en met het seizoen 1899/00 speelde Vitesse in een wit tenue met een diagonale blauwe baan, verwijzend naar de stadskleuren van Arnhem. Op 27 augustus 1900 werd in de bestuursvergadering besloten de clubkleuren te wijzigen in geel en zwart.
In 1912 haalde Vitesse voor het eerst de finale van het Nederlands bekertoernooi. Op het R.A.P.-terrein in Amsterdam verloren de Arnhemmers met 2-0 van HFC Haarlem. In deze periode had Vitesse de beschikking over topspelers zoals Willem Hesselink en Just Göbel die ook actief waren in het Nederlands elftal. In 1914 werd John Willie Sutcliffe de eerste buitenlandse trainer.

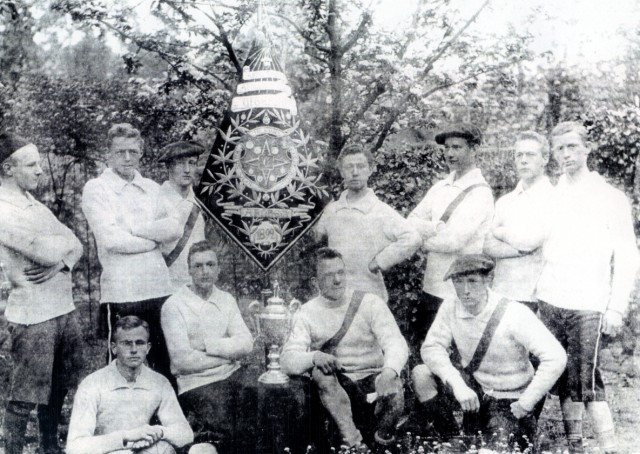
Vitesse anno 1897 met het vroegere blauw-witte tenue. Staand v.l.n.r.: Van Rossum, Rein Hendriks, Herman Hesselink, Roqué, Jager, Piet Hendriks, Meihuizen. Zittend v.l.n.r.: d'Arnaud Gerkens, Jacobsen, Lutjens, Willem Hesselink

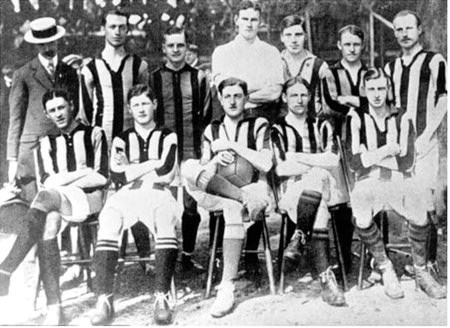
Vitesse poserend na het behalen van het Kampioenschap van het Oosten in 1913

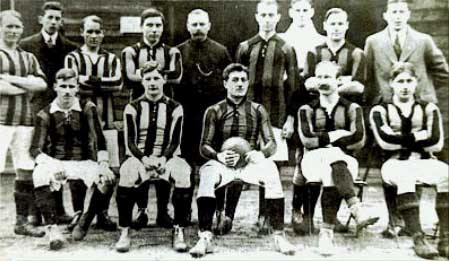
Elftalfoto uit 1914, waarin Vitesse het Nederlands kampioenschap op een haar na miste

Op 31 mei 1914 komt Vitesse nog het dichtst bij een kampioenschap van Nederland. In een strijd met Willem II en HVV gaat Vitesse na drie van de vier wedstrijden met zes punten aan de leiding. De beslissende wedstrijd werd de uitwedstrijd in Den Haag tegen de nummer twee HVV, dat aan een kleine zege genoeg zou hebben voor het kampioenschap. 2000 meegereisde Vitesse-supporters zagen hun club in de eerste helft op voorsprong komen door Willem Hesselink. In de tweede helft bracht Guus de Serière de spanning terug in de wedstrijd door een gelijkmaker te produceren. Bij deze gelijke stand mocht Lex Staal even later een strafschop nemen, de aanvoerder van Vitesse faalde echter door de bal over de lat te schieten. De 1-1 stand hield lang aan, waardoor een kampioenschap steeds dichterbij kwam voor de Arnhemmers. Dezelfde Guus de Serière gooide echter roet in het eten door slechts één minuut voor het laatste fluitsignaal uit een rebound de beslissende treffer te maken voor HVV.

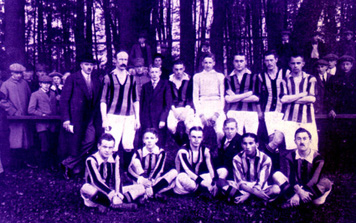
Elftalfoto uit 1917 op de toenmalige thuisbasis Klarenbeek

Door de Eerste Wereldoorlog zag de NVB geen mogelijkheid om een normale competitie te organiseren; in plaats van in klassen werden de clubs in het seizoen 1914/15 door nood ingedeeld in groepen. Vitesse was zoals alle Oostelijke clubs ingedeeld in groep A. Door gebrek aan concurrentie sloot Vitesse met gemak de groep winnend af, waarna het voor het Nederlands kampioenschap twee wedstrijden tegen Sparta, de winnaar van groep B, mocht spelen. Na een 2-1 zege in Arnhem volgde een 4-1 nederlaag in Rotterdam; een beslissingswedstrijd was noodzakelijk. Sparta won op 6 juni 1915 op Amsterdams terrein overtuigend met 3-0, waardoor Vitesse wederom een kampioenschap misliep.
In 1915 huurt Vitesse een stuk land van de gemeente Arnhem waarbij de gemeente zorgt voor de aanleg van een nieuwe speelveld. Vervolgens wordt het clubhuis en de tribune van Klarenbeek naar het nieuwe onderkomen overgeplaatst. Op 26 september 1915 vindt de opening van stadion Monnikenhuize plaats met een wedstrijd tegen Noordelijke Zwaluwen, een duel dat eindigt in 3-3. In de zomer van 1916 pakte verschillende spelers, die ook uitkwamen in het voetbalelftal, cricket opnieuw op. Jarenlang speelde Vitesse alleen vriendschappelijke wedstrijden, totdat Vitesse in 1923 deelneemt aan de Tweede Klasse van de oostelijke cricketcompetitie. In 1928 valt definitief het doek voor de cricketsport bij Vitesse.
Na het seizoen 1914/15 kende het voetbalelftal van Vitesse een terugval, en werd er vijf seizoenen lang tegen degradatie gestreden. Ondanks een opleving in het seizoen 1920/21, waarin een vierde plaats werd behaald, gebeurde op 30 april 1922 het onvermijdelijke: Vitesse degradeerde na 25 jaar verblijf uit de eerste klasse.

### Wisselend succes (1922–1954)

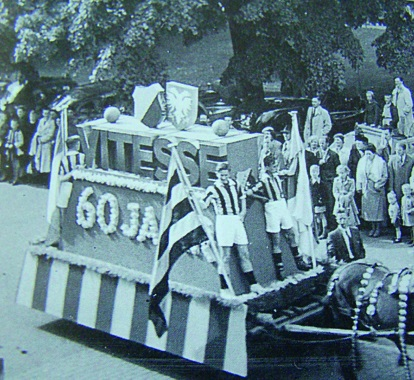
Vitesse 60 jaar

Vitesse hoefde niet lang te wachten op een rentree in de eerste klasse, na het kampioenschap van de Tweede Divisie B won Vitesse ook zijn beide promotiewedstrijden tegen Rigtersbleek, de kampioen van de tweede klasse C. Onder de Engelse trainer Robert William Jefferson presteerde Vitesse tussen 1924 en 1927 goed met een achtereenvolgens 3e, 4e en 5e eindranking in de eerste klasse en in 1927 haalde Vitesse zelfs de bekerfinale, die zij echter met 3-1 verloor van VUC. Jeffersons vertrek voor aanvang van het seizoen 1927/28 kwamen de resultaten niet ten goede. In 1925 won Vitesse in Engeland met 3-2 van West Ham United. Voor de eerste keer in de Nederlandse voetbalgeschiedenis wordt een Engelse voetbalclub, uit de eerste klasse, verslagen door Nederlandse amateurs. Drie jaar later speelde Vitesse internationale wedstrijden tegen Wimbledon FC en Club Français uit Frankrijk. Vitesse bivakkeerde de seizoenen erna weer in de onderste regionen van de competitie, waar het in het seizoen 1930/31 zelfs ternauwernood ontsnapte aan degradatie. Aan de hand van de Duitse trainer Heinrich Schwarz krabbelde Vitesse weer langzaam omhoog. De coach gaf veel jeugdige spelers een kans die later uitgroeiden tot voor Vitesse belangrijke spelers, zoals Kees Meeuwsen, Jan Dommering en Johan Ricken. In het seizoen 1932/33 eindigde Vitesse 3e en ook het daaropvolgende seizoen werd met de 5e plaats een prima resultaat behaald. In 1935 ging het echter weer mis; Vitesse degradeerde na een dramatisch seizoen, mede door het overlijden van speler Piet Tonneman, naar de tweede klasse.
In de jaren daarop maakte Vitesse door onder andere de Tweede Wereldoorlog een sportief mindere periode mee die tot 1946 zou duren. Het lukte Vitesse maar niet om te promoveren. Vier keer eindigde de club als tweede (1936, 1937, 1939 en 1942), twee keer als derde (1938 en 1940) en in 1941 en 1944 wist Vitesse na het kampioenschap zijn promotiewedstrijden niet te winnen. Op 19 oktober 1941 scoorde Nico Westdijk 9 doelpunten voor Vitesse tegen De Treffers. Vitesse won die wedstrijd met 11-0. Daarmee bemachtig Westdijk een clubrecord dat nog altijd stand houdt. In 1942 viert Vitesse zijn 50-jarig jubileum met een defilé in Monnikenhuize. Onder toeziend oog van de Duitse bezetters vormen de spelers een enorme V van Vrijheid en Victorie. De Duitsers zagen de V alleen als een symbool voor de naam Vitesse. Op een gegeven moment werd sport in de open lucht in heel Nederland verboden, er was daardoor geen competitie of bekertoernooi. Vitesse speelde dit seizoen alleen enkele oefenwedstrijden, in de periode voor aanvang van de gevechtshandelingen. Door de Slag om Arnhem in september 1944 verordonneerde de Duitse Wehrmacht de burgers van Arnhem om hun stad te verlaten. Van het voetbalveld bleef weinig over, en kort na de bevrijding brandde het clubhuis af. De spelers moesten daardoor omkleden in de kelderruimte van de familie Heyneker, die tegenover het stadion woont en in de garage van de familie Dorpmans. De schade werd in de jaren na de bevrijding hersteld, waarbij een nieuw clubhuis in mei 1947 in gebruik zou worden genomen.
Pas in het seizoen 1945/46, het jaar na de bevrijding, werd Vitesse kampioen van de Tweede Divisie om vervolgens ook de promotie-competitie winnend af te sluiten. In 1948 besloot de gemeenteraad een nieuw stadion voor Vitesse te bouwen. Het nieuwe stadion werd gebouwd aan de noordkant van de Monnikensteeg. Gepland waren een hoofdveld en twee bijvelden. Bij de bouw van het stadion werd handig gebruikgemaakt van de hoogteverschillen. Zo werden er in de noordwesthoek van het veld boven op een helling de kleedkamers en clubhuis gebouwd. Om vanuit de kleedkamers het hoofdveld te betreden moest er via een spelerstrap afgedaald worden. Het stadion werd in anderhalf jaar gebouwd.
Op 10 april 1950 vond er een ongeluk plaats op Monnikenhuize. Voor de promotiewedstrijd tegen Rheden werden er diverse noodtribunes geplaatst. Twee tribunes waren niet bestand tegen de vele bezoekers en stortten in. Er vielen veel gewonden, maar desondanks ging de wedstrijd gewoon door. Vitesse won met 3-1 en promoveerde naar de Eerste Klasse. De jonge spelers van Vitesse deden goed mee in de Eerste Klasse. Sjaak Alberts groeide als speler van de Vitessejeugd uit tot een vertrouwd gezicht in de achterhoede. Als aanvoerder haalde hij samen met Wim Hendriks het Nederlands Elftal.
Op 3 september 1950 opende burgemeester Matser stadion Nieuw-Monnikenhuize officieel.
In het seizoen 1952/53 pakte Vitesse zelfs de titel in de Eerste Klasse B. Daarna speelden de Arnhemmers wedstrijden voor het kampioenschap van Nederland tegen FC Eindhoven, Sparta Rotterdam en RCH. De Vitesse spelers van trainer Jan Zonnenberg kwamen echter wat te kort, en RCH ging met de landstitel naar huis. In 1952 vierde Vitesse zijn 60-jarig jubileum. Ter gelegenheid daarvan vond een evenement plaats in het Musis Sacrum met orkest. De hele week werden er diverse activiteiten gehouden in Arnhem, onder andere een erewedstrijd tegen Daring Club de Bruxelles.

### Eerste decennia betaald voetbal

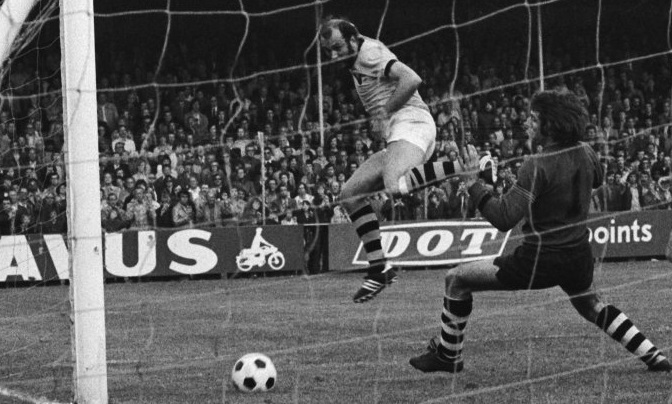
In 1974 wordt Herman Veenendaal (l.) met 23 doelpunten topscorer van de Eerste divisie

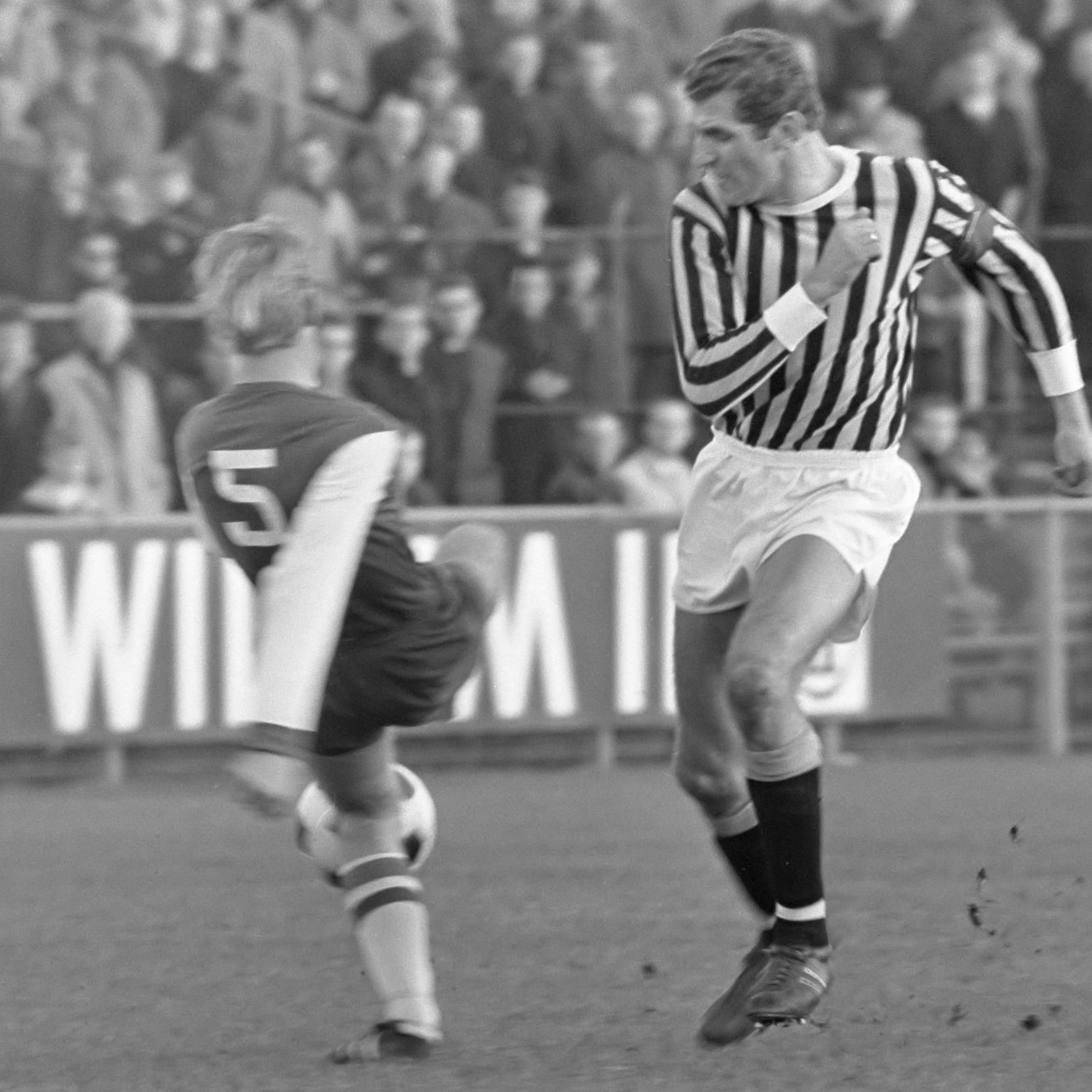
Henk Bosveld (r.) (1968)

Doordat de KNVB wilde vasthouden aan het amateurisme vertrokken veel spelers uit de Eerste Klasse naar het buitenland, aangezien het verder in Europa allang was toegestaan om spelers te betalen. Ook vertrokken er veel spelers naar de nieuw opgerichte Nederlandse Beroeps Voetbal Bond (NBVB), die in de zomer van 1954 een eigen competitie begonnen. Dit was ook het geval bij Vitesse, er vertrokken zeven spelers naar De Graafschap die toen voor de NBVB uitkwamen. Deze leegloop van spelers van de Nederlandse competitie had als gevolg dat het niveau schrikbarend daalde. Hierdoor kon de KNVB niet anders dan ook betalingen toe te staan. Op 27 augustus 1954 besloot het bestuur van Vitesse betaald voetbal te gaan spelen. Deze periode was voor Vitesse geen makkelijke periode. Trainer Joseph Gruber sleepte de club door deze moeilijke periode heen. Deelname aan de Hoofdklasse in het seizoen 1955/56 was een mooi resultaat.
Op 2 september 1956 werden de Eredivisie en de Eerste divisie in het leven geroepen. De eindstand bepaalde dat Vitesse in de Eerste divisie mocht uitkomen.
In het seizoen 1959/60 was de deelname aan de promotiewedstrijden het hoogtepunt.
In 1962 werd Vitesse terug gezet naar de Tweede Divisie omdat men met één Eerste Divisie wilde gaan spelen in plaats van twee. Na de terugkeer van trainer Joseph Gruber in 1964 ging het sportief weer beter.
In 1966 werd het kampioenschap van de Tweede Divisie behaald en volgde er promotie naar de Eerste divisie. Door een gelukkig toeval promoveerde Vitesse met spelers zoals Joop Heezen en Dick Mulderij zelfs in 1971 naar de Eredivisie. Vitesse profiteerde van het feit dat ADO en Holland Sport fuseerden tot FC Den Haag, waardoor er een plek vrijkwam in de Eredivisie. Op 19 mei 1972 verloor Vitesse uit tegen de landskampioen Ajax met 12-1. De nederlaag is een competitierecord uit de clubhistorie van Vitesse. Het was tot 24 oktober 2020 ook de grootste nederlaag uit de historie van de Eredivisie. Vitesse eindigde op de 18e en tevens laatste plek door maar 17 punten te halen, evenveel als de nummer 17 FC Volendam, wiens doelsaldo echter beter dan dat van Vitesse was.
Diverse keren nam Vitesse deel aan de nacompetitie, maar promotie zat er niet in. In 1977 werd onder leiding van trainer Henk Wullems en mede dankzij spelers zoals Herman Veenendaal, Willie Veenstra, Henk Bosveld, Boško Bursać, Bennie Hofs en Peter Boeve het kampioenschap van de Eerste divisie behaald. Drie seizoenen verbleef Vitesse in de Eredivisie tussen half 1977 en half 1980, waarna het in 1980 degradeerde naar de Eerste divisie.

### De opmars onder Aalbers (1984–2000)
Organisatorisch is het jaar 1984 memorabel. Al vanaf 1982 liep het tussen de voorstanders van het betaald voetbal en de leden, die het opnamen voor de amateurs en de jeugd, niet goed en leidde dat in 1984 tot verzelfstandiging van het betaald voetbal (15 juni 1984). De amateurs gingen verder als Vitesse 1892 en verhuisden later naar sportcomplex Valkenhuizen aan de Beukenlaan.
De profafdeling had een moeilijke start. Vitesse vreesde voor haar voortbestaan door een schuldenlast uit het verleden. Een financiële bijdrage van onder andere de gemeente Arnhem was noodzakelijk om betaald voetbal voor Arnhem te behouden. Om de gemeente te overtuigen moest de Arnhemse bevolking openlijk laten zien dat zij liefde hadden voor Vitesse, omdat voorzitter Karel Aalbers dan een troef richting de gemeente zou hebben waar hij had aangeklopt voor 200.000 gulden. Aalbers deed met een microfoon op de middenstip een beroep op de bevolking. Op 21 april 1985 mocht iedereen gratis de wedstrijd bezoeken tegen VVV-Venlo (3-0). Er kwamen liefst zevenduizend mensen naar het stadion. Uiteindelijk ging de gemeente op 17 juni 1985 tóch overstag met 20 stemmen voor en 17 tegen. Vitesse kon zich weer op de toekomst richten. Aalbers kwam met beleidsplannen voor de aansluiting met de Nederlandse top, de Europese subtop en voor de bouw van een nieuw stadion in Arnhem-zuid. Hoofdsponsor NUON zorgde voor de financiering.
In seizoen 1988/89 werd de club onder leiding van Aalbers en trainer Bert Jacobs kampioen van de Eerste Divisie en promoveerde hiermee naar de Eredivisie. In het eerste seizoen op het hoogste niveau weet de club direct als vierde te eindigen in de Eredivisie. In de KNVB bekerfinale verliezen ze wel tegen PSV, maar het bevestigt dat Vitesse in nationaal opzicht begint mee te tellen. In de jaren erna eindigde Vitesse altijd bij de eerste zes en werd er negen maal deelgenomen aan het UEFA-Cup toernooi, waarin Vitesse memorabele wedstrijden heeft gespeeld tegen onder andere Real Madrid, Internazionale, SC Braga en Sporting Lissabon. Daarnaast werden diverse spelers uitgenodigd voor het Nederlands Elftal.
Op 25 maart 1998 werd het stadion GelreDome, met een capaciteit van 25.000 zitplaatsen, feestelijk geopend. Eerste doelpuntenmaker werd Dejan Čurović, die ook al het laatste doelpunt in Nieuw-Monnikenhuize maakte. Ondertussen finishen de Arnhemmers met trainer Henk ten Cate als derde, de hoogste klassering ooit in de clubhistorie. Nikos Machlas won met 34 competitiedoelpunten de Gouden Schoen.

### FC Hollywood aan de Rijn (2000–2010)

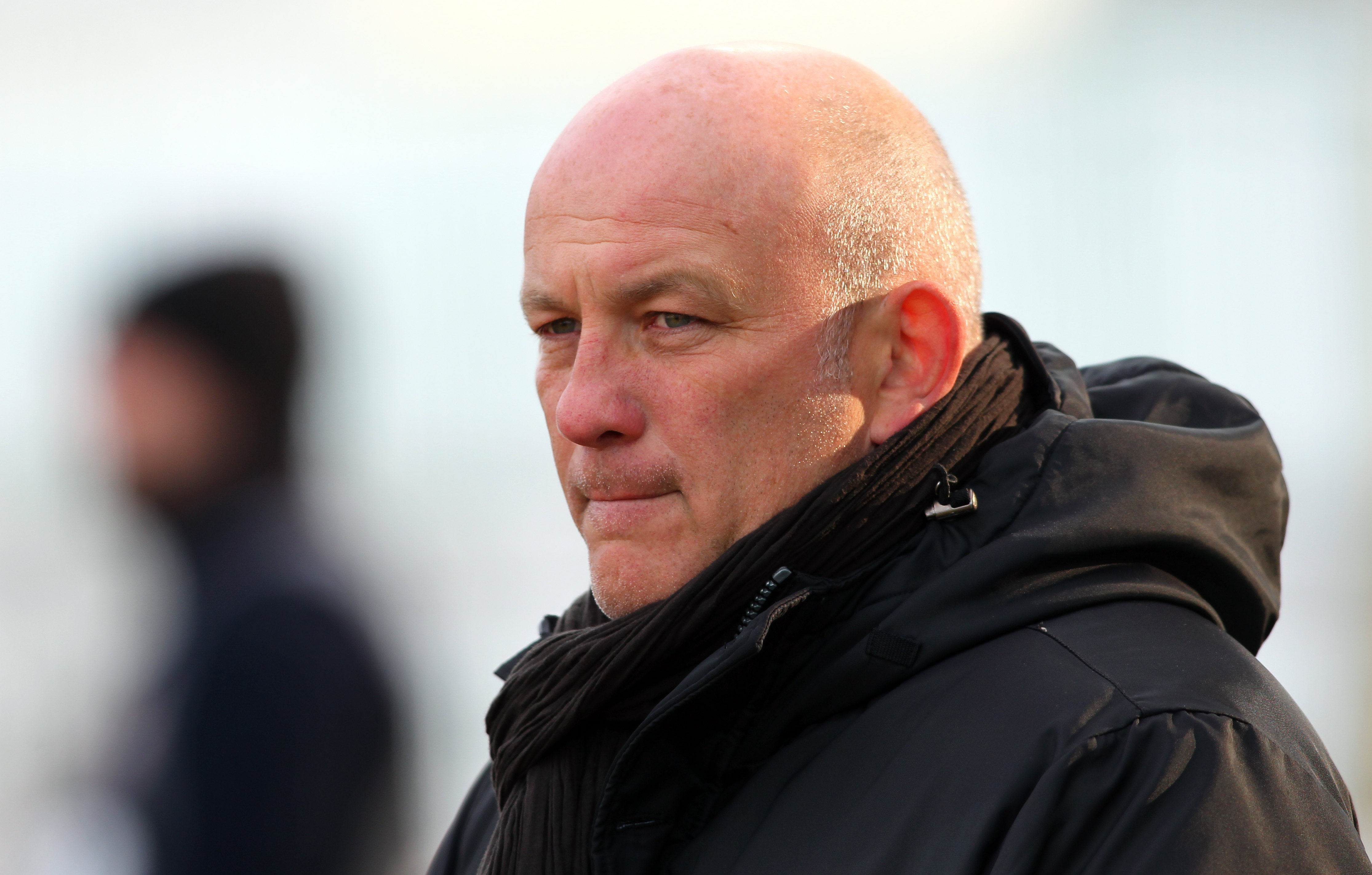
In 2009 werd Mister Vitesse Theo Bos trainer van Vitesse. Het absolute hoogtepunt van zijn trainerschap was de 4-1 overwinning op AFC Ajax. Het was de grootste overwinning die Vitesse ooit op de Amsterdammers behaalde.

Op 15 februari 2000 werd voorzitter Aalbers afgezet wegens vermoedelijke fraude. Na zijn vertrek rezen de schulden tot grote hoogte, tijdens het bewind van Aalbers waren deze schulden (tegenvallende transferinkomsten, bouw van duur stadion) nog niet aan het licht gekomen. Mede door de hulp van de Vrienden van Vitesse, de gemeente Arnhem en de provincie Gelderland werd Vitesse gered van een faillissement.
De Europese campagne van Vitesse in het seizoen 2002/03 overtrof vervolgens alle verwachtingen. In de eerste ronde van de UEFA Cup speelde Vitesse toen tegen Rapid Boekarest. Na de 1-1 in Arnhem volgde een knappe 1-0 uitoverwinning, waardoor Vitesse zich plaatste voor de volgende ronde. Daarin zou de Arnhemse ploeg zich ontdoen van Werder Bremen, waarna Liverpool FC een einde maakte aan het Europese avontuur van Vitesse in dat seizoen.
Door het uitblijven van succes in de competitie en het niet meer halen van Europees voetbal, namen de schulden van Vitesse sterk toe. De financiële perikelen kwamen de resultaten op het veld niet ten goede. Vitesse zakte in de daaropvolgende jaren af richting degradatiezone. Ondertussen werd er geld geleend van de gemeente, en met surseance terugbetaald.
In 2008 werd zakenman Maasbert Schouten – dan hoofdsponsor met AFAB – voor 20 procent aandeelhouder om de club financieel te steunen. Een jaar later zat Vitesse wederom krap bij kas. Hij steunde de club opnieuw met een lening, op voorwaarde dat hij de overige aandelen ook in handen kreeg als de club niet aan zijn betalingsplicht kon voldoen. Dat bleek in 2010 aan de orde, waardoor Schouten voor 99 procent eigenaar werd van Vitesse.

### Vitesse in Russische handen (2011–2022)

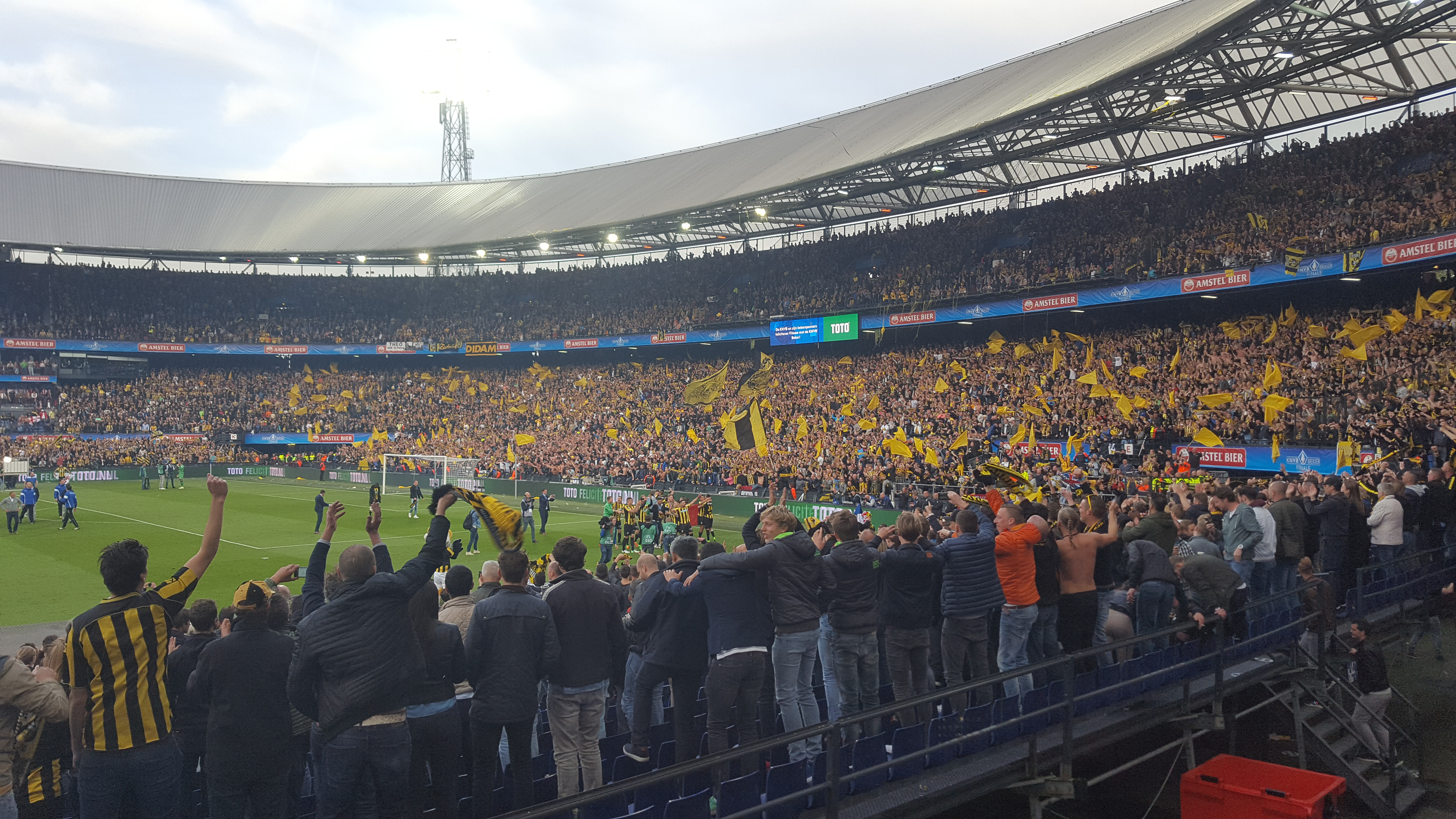
Gewonnen bekerfinale in De Kuip op 30-04-2017

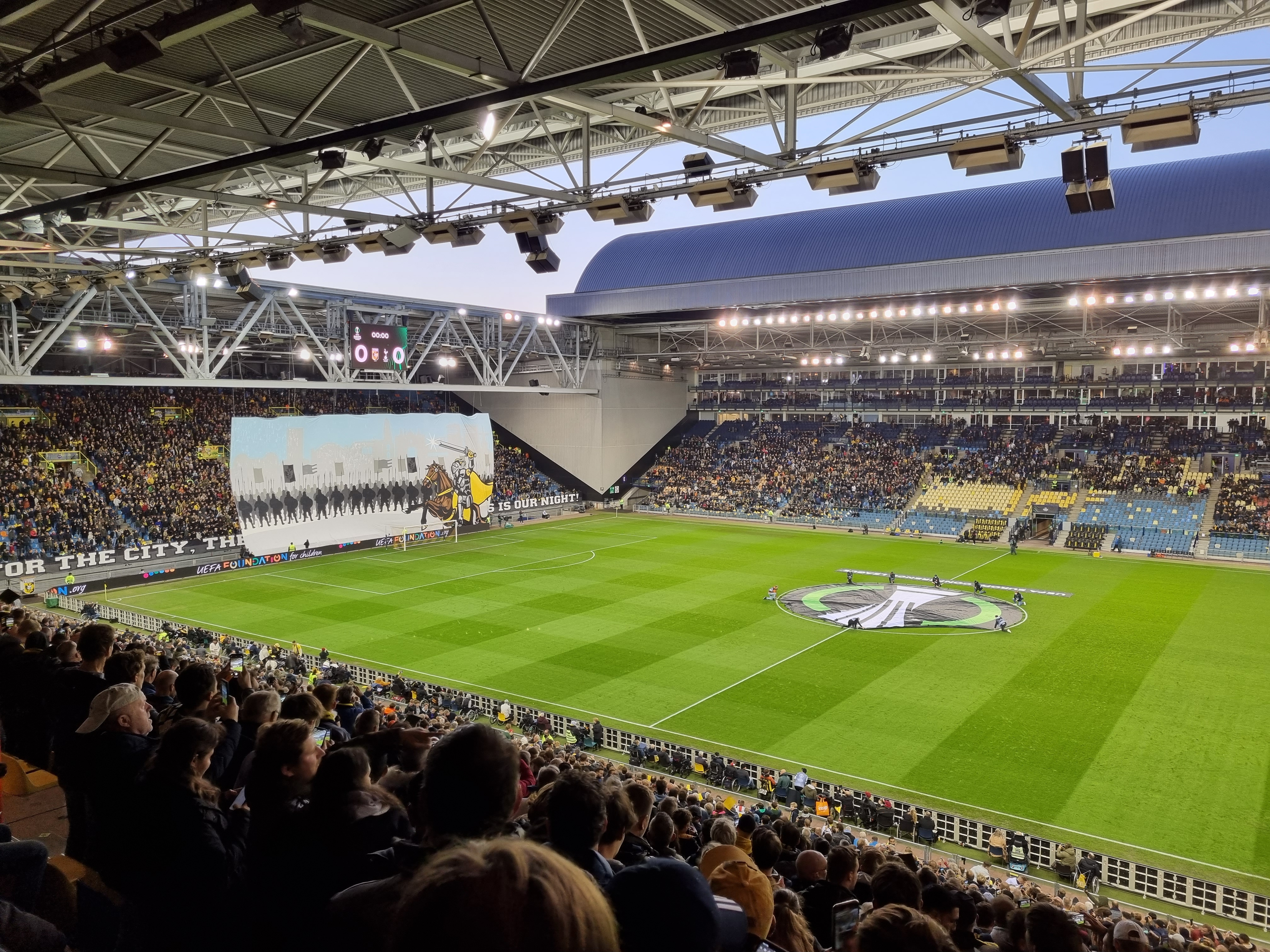
Uitverkocht Gelredome tijdens de met 1-0 gewonnen Europa Conference League-wedstrijd tegen Tottenham Hotspur op 21-10-2021.

In augustus 2010 verkocht Schouten zijn aandelen aan de Georgische zakenman Merab Zjordania. Vitesse was als eerste Nederlandse club ooit in buitenlandse handen gekomen. De Georgiër had grootse plannen met Vitesse. Zo bouwde hij een trainingscentrum op Papendal en pompte jaarlijks tientallen miljoenen in de club. De precieze herkomst van de miljoenen van Zjordania bleven onduidelijk. Volgens mediaberichten zou de Russische oligarch Roman Abramovitsj de echte geldschieter van Vitesse zijn. Vitesse kreeg in al die jaren tal van talenten uit de Chelsea FC-stal op huurbasis. Spelers als Nemanja Matić, Lewis Baker, Mason Mount passeerden de poorten van Papendal en stuwden Vitesse weer naar de top van de Eredivisie.
In het seizoen 2012/13 - met Fred Rutten als trainer - maakte Vitesse bijna aanspraak voor de landstitel. Uiteindelijk eindigde Vitesse dat seizoen op een succesvolle vierde plaats, achter Ajax, PSV en Feyenoord. De Ivoriaan Wilfried Bony werd topscorer van de Eredivisie en werd beloond met de Gouden Schoen. Onder trainer Peter Bosz speelde Vitesse aantrekkelijk en herkenbaar voetbal. In het Philips Stadion wist Vitesse bijvoorbeeld met 2-6 te stunten tegen PSV. Halverwege het seizoen 2013/14 stond Vitesse, na 17 speelronden, op een gedeelde eerste plaats en was daarmee winterkampioen.
In oktober 2013 droeg Zjordania de aandelen van de club plotseling over aan Russische miljardair Aleksandr Tsjigirinsk. De nieuwe eigenaar liet zich zelden of nooit zien, maar bleef de structurele tekorten aanvullen. En dat deed zijn opvolger Valeri Ojf ook.
Tastbaar succes komt er pas onder leiding van trainer Henk Fraser. In 2017 bracht hij Vitesse de eerste prijs in de clubhistorie. Dankzij twee treffers van de teruggekeerde Ricky van Wolfswinkel won Vitesse met 2-0 van AZ in de finale van de KNVB Beker. Door de bekerwinst begon de club het nieuwe seizoen met de wedstrijd om de Johan Cruijff Schaal tegen Feyenoord. Na 90 minuten, met een stand van 1–1, verloor Vitesse uiteindelijk de Johan Cruijff Schaal na een penaltyreeks (4–2). 
In 2021 bereikte Vitesse onder de Duitse trainer Thomas Letsch wederom de bekerfinale, waarin het nipt verloor van AFC Ajax (2-1). Vitesse plaatste zich daarmee ook voor de UEFA Conference League, waarin ze onder meer RSC Anderlecht (voorronde), Tottenham Hotspur FC (groepsfase) en Rapid Wien (knock-outfase) versloegen. Pas in de achtste finales tegen AS Roma viel het doek.

### Sportief
Het seizoen 2022/2023 verliep teleurstellend voor Vitesse, dat uiteindelijk op de tiende plaats in de Eredivisie eindigde. Ondanks deze matige eindklassering begon het seizoen 2023/2024 met nieuwe hoop onder leiding van trainer Phillip Cocu. Die hoop sloeg echter snel om in teleurstelling toen Cocu in november zelf opstapte vanwege tegenvallende resultaten. Onder interim-trainer Edward Sturing lukte het Vitesse niet om het tij te keren, mede door een forse puntenaftrek, en eindigde de club als achttiende – waarmee na 35 jaar een einde kwam aan het verblijf in de Eredivisie.
Op 1 mei 2024 werd John van den Brom opnieuw aangesteld als hoofdtrainer van Vitesse. Hij nam het stokje over in een moeilijke periode, waarin de club niet alleen sportief was gedegradeerd, maar ook kampte met financiële problemen en onzekerheid rondom het behoud van de proflicentie. Van den Brom sprak zijn vertrouwen uit in een positief herstel en richtte zich nadrukkelijk op de ontwikkeling van jonge talenten binnen de club. Ondanks zijn ervaring en inzet eindigde Vitesse het seizoen 2024/2025 als hekkensluiter van de Eerste divisie, mede als gevolg van een wederom zware puntenaftrek.
Na afloop van het seizoen besloot de club afscheid te nemen van Van den Brom en koos men voor een nieuwe koers onder leiding van de Duitse trainer Rüdiger Rehm. De Duitser werkte de hele voorbereiding met Vitesse af, maar na het verlies van de proflicentie mag de club niet langer uitkomen in het betaald voetbal. Op Papendal wordt voorlopig nog getraind, in afwachting van duidelijkheid. De spelers en de technische stad zijn niet automatisch contractvrij en moeten via een spoedprocedure bij de KNVB-arbitragecommissie ontbinding aanvragen om bij een andere profclub aan de slag te gaan. 

### Bestuurlijk
Na de Russische invasie van Oekraïne in 2022 deed toenmalig aandeelhouder Valery Ojf afstand van zijn belangen in Vitesse. Hij liet de club schuldenvrij achter. Ondertussen verscherpte de KNVB het toezicht op de naleving van licentieregels binnen het Nederlandse betaald voetbal. De Amerikaanse investeerder Coley Parry probeerde Vitesse over te nemen. Zijn aanvraag werd echter afgewezen door de licentiecommissie van de KNVB, die twijfels had over de herkomst van zijn vermogen. Parry bleef desondanks betrokken, verstrekte leningen aan de club met hoge rente en boetes, waardoor de financiële afhankelijkheid van Vitesse toenam. De schulden liepen op tot meer dan 17 miljoen euro.
Een andere geïnteresseerde investeerder, de in Zwitserland woonachtige Nederlander Guus Franke, ondervond eveneens weerstand van de licentiecommissie. Vertragingen en een gebrek aan transparantie leidden tot spanningen. Ondertussen lekte informatie uit over een geheime bijlage in de deal met Parry, wat het wantrouwen vanuit de KNVB verder vergrootte.
Begin 2025 presenteerde Vitesse een nieuwe groep buitenlandse investeerders, onder wie de Duitser Timo Braasch, die opnieuw gelinkt werden aan Parry. De nieuwe aandeelhouders van Vitesse bezaten ieder afzonderlijk een minderheidsbelang van minder dan 25 procent. Door deze structuur was het niet noodzakelijk om het volledige goedkeuringsproces van de licentiecommissie te doorlopen. Deze opzet was bedoeld om een langdurige periode van onzekerheid rond de eigendom van de club te voorkomen. Hierdoor kwam Vitesse wederom in conflict met de licentiecommissie. Ondanks beloften om volledige openheid van zaken te geven, bleef transparantie wederom uit. De club kreeg hierdoor forse sancties opgelegd, waaronder een puntenaftrek die opliep tot -57.
Uiteindelijk namen een groep regionale ondernemers, bekend als de 'Sterkhouders', het initiatief om Vitesse te redden en schoon schip te maken. Zij namen gezamenlijk 24,9 procent van de aandelen over en boden financiële garanties om het voortbestaan van de club veilig te stellen. De resterende aandelen zouden pas overgedragen worden zodra de KNVB instemt met de nieuwe eigendomsstructuur. 
In juli 2025 trok de licentiecommissie van de KNVB de proflicentie van Vitesse in. De commissie stelde dat de club “structureel en over een langere periode het licentiesysteem heeft omzeild en ondermijnd” en sprak van een meerjarig patroon van misleiding en gebrek aan transparantie. Vitesse spande een beroepszaak aan bij de beroepscommissie van de KNVB tegen het intrekken van de licentie maar die werd op 31 juli 2025 verloren. Als laatste optie voor de club, startte op donderdag 7 augustus een kort geding waarin een rechter besloot of de beslissing van de KNVB volgens de eigen regels van de bond was genomen. Op 8 augustus werd bekendgemaakt dat de club het kort geding had verloren. De rechter oordeelde, net als de beroepscommissie, dat de beslissing van de KNVB correct en volgens de eigen regels was genomen met als gevolg dat de club de licentie definitief kwijtraakte en daarmee geen profclub meer is.

## Erelijst
| Competitie          | Aantal | Jaren                                    |
| ------------------- | ------ | ---------------------------------------- |
| KNVB beker          | 1×     | 2017                                     |
| Eerste divisie      | 2×     | 1977, 1989                               |
| Tweede divisie      | 1×     | 1966                                     |
| Eerste klasse oost  | 7×     | 1897, 1898, 1903, 1913, 1914, 1915, 1953 |
| Tweede klasse oost  | 5×     | 1923, 1941, 1944, 1946, 1950             |
| Gelderse competitie | 2×     | 1895, 1896                               |

## Clubcultuur

### Logo
Het eerste logo van Vitesse was een schildvormig figuur. In het midden lag een diagonale scheidingslijn tussen het linker gele vlak en het rechter zwarte vak. In het linker vak stond diagonaal "avc Vitesse" geschreven en in het rechter vlak "1892", het oprichtingsjaar van de club. Het oude logo werd vervangen in 1984, het jaar waarin de wegen van de BVO-tak en de amateur-tak zich scheidden. De amateur-tak behield het logo met beperkte wijziging, SBV Vitesse kreeg een nieuw logo.
Het nieuwe logo van de BVO uit 1984 is wederom een schildvormig figuur, deze heeft echter rechte lijnen aan zowel de bovenkant als aan de zijkanten van het logo. Bovenin staat met dikke witte hoofdletters Vitesse. Onder de naam staat een dubbelkoppige adelaar, met linker- en rechterhelft gespiegeld. Ook de kleuren zijn gespiegeld, wat links geel is is zwart rechts en andersom. Deze dubbelkoppige adelaar is ook terug te vinden in het wapen van Arnhem. In het midden van het logo is een voetbal gepositioneerd.
In het najaar van 2011 is een nieuwe versie van het logo in gebruik genomen; in totaal zijn er 13 wijzigingen doorgevoerd. Zo is onder andere de symmetrie van de adelaar verbeterd, de zwarte buitenrand vervangen door een witte, de twee 'S'-en in de naam minder dik gemaakt, de voetbal aangepast qua uiterlijk en stand, schaduwwerking is toegevoegd en (indien de context het toelaat) is het jaar van oprichting als tekst EST. 1892 onder het logo te lezen.
Voormalige AVC Vitesse-logo's

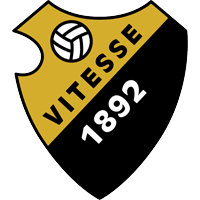
Logo jaren 70
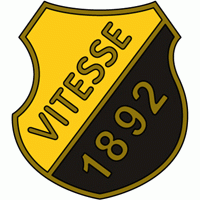
Logo jaren 70
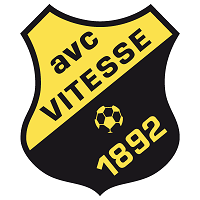
Logo van 1977 tot 1984

### Tenue

Familiewapen van Pallandt

Van het seizoen 1894/95 tot en met het seizoen 1899/00 speelde Vitesse in een wit tenue met een diagonale blauwe baan, verwijzend naar de stadskleuren van Arnhem. De spelers die niet met een blauw-wit tenue kwamen opdagen, werden door de club een boete van 50 cent opgelegd.
Op 27 augustus 1900 werd in de bestuursvergadering besloten de clubkleuren te wijzigen in geel en zwart. Vitesse speler Reinhard Jan Christiaan baron van Pallandt zorgde ervoor dat Vitesse een van de eerste clubs van Nederland was met een vast clubtenue. Maar in ruil voor de sponsoring van het tenue wilde de baron dat Vitesse voor altijd in de kleuren van zijn familie zou spelen. En dat werd dus het zwart met geel van de familie Van Pallandt. Toenmalig voorzitter Chris Engelberts stelde deze wijziging ook voor met als argument dat Vitesse zich bij de beste clubs van Gelderland mocht scharen en zij in de Gelderse hoofdstad gevestigd was, waardoor zij ook het recht zou hebben om de kleuren van Gelderland te mogen dragen. Na al deze argumenten werd besloten om voortaan te gaan spelen in shirts met zes geel-zwarte blokken. In 1907 werd dit shirt vervangen door het huidige geel-zwarte shirt met geel-zwarte banen, nadat Vitesse deze kreeg geschonken van een donateur.
Sinds 2007 staat jaarlijks, in of rond de periode van 17 tot 25 september, een van de thuiswedstrijden van Vitesse in het teken van de Airborne-herdenking van de Slag om Arnhem uit 1944. De Vitesse-supporters en de club eren de Veteranen. De spelers van Vitesse spelen jaarlijks met een speciaal shirt tijdens de wedstrijd, met een Airborne-badge waarop een strijder op een paard wordt afgebeeld.
Overzicht van de uniformen van Vitesse door de geschiedenis heen:
| 19e eeuw | 19e eeuw | Jaren 40 | Jaren 70 | Jaren 80 | 21e eeuw | Airborne |

### Clubsymbool

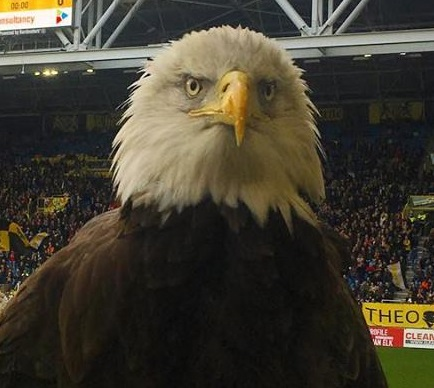
Hertog II symboliseert het clubsymbool van Vitesse.

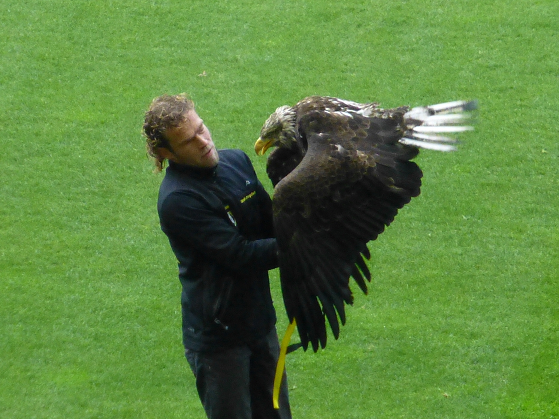
Hertog II na een vlucht door GelreDome in november 2012

Het officiële clubsymbool van Vitesse is een arend, die bij thuiswedstrijden over het veld vliegt en landt op de middenstip. De roofvogel bezit veel symboliek. De kracht en sterkte van de later imposante vogel moet synoniem staan voor de kracht en sterkte van het elftal op het veld. Vitesse heeft van nature al een link met de arend, deze vogel staat immers zowel in het stadswapen van Arnhem als in het logo van Vitesse. In 2008 werd de arend voor het eerst gepresenteerd aan de fans. Vitesse kon echter maar kortstondig genieten van het nieuwe boegbeeld; Hertog overleed in 2009 door aspergillose, een schimmelinfectie bij roofvogels.
Op 31 januari 2010 werd de opvolger van Hertog aan het publiek gepresenteerd, genaamd Hertog II. Hertog II is een Noordelijke Amerikaanse zeearend, een wijfje met een bruin jeugdverenkleed; rond het 6e levensjaar zal de Hertog zijn volwassen zwart met witte verenkleed krijgen. Op 30 april 2017 vloog de Hertog voor de bekerfinale tussen AZ en Vitesse in De Kuip.
Ook de Vitesse Kids Club heeft een officiële mascotte, genaamd Vito. In 2005 werd Vito door de lezers van de Voetbal International en de VI for Kids en de bezoekers van de website VI.nl verkozen tot Mascotte van het Jaar, Vito was daarmee de allereerste mascotte die deze prijs in de wacht sleepte. In 2012 werd Vito's uiterlijk gemoderniseerd.

### Supporters

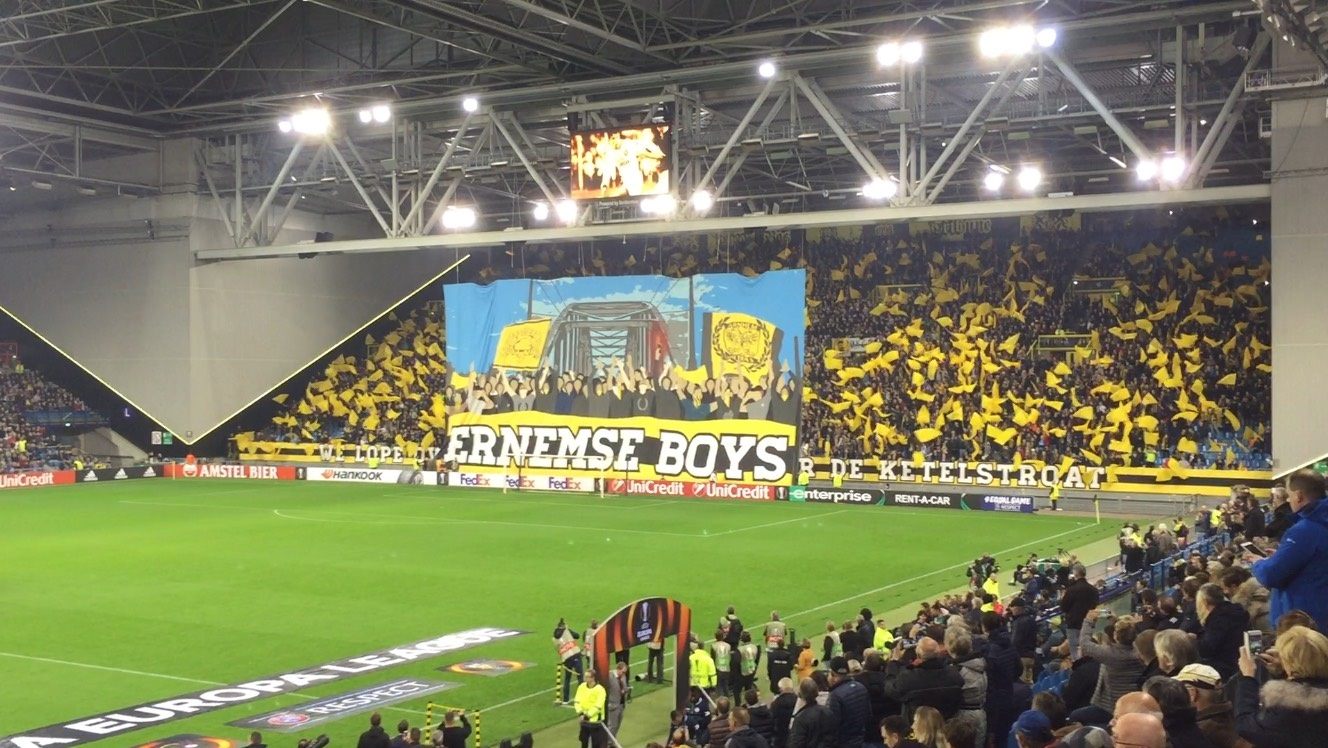
De fanatieke supporters zijn verzameld op de Theo Bos Zuid-tribune

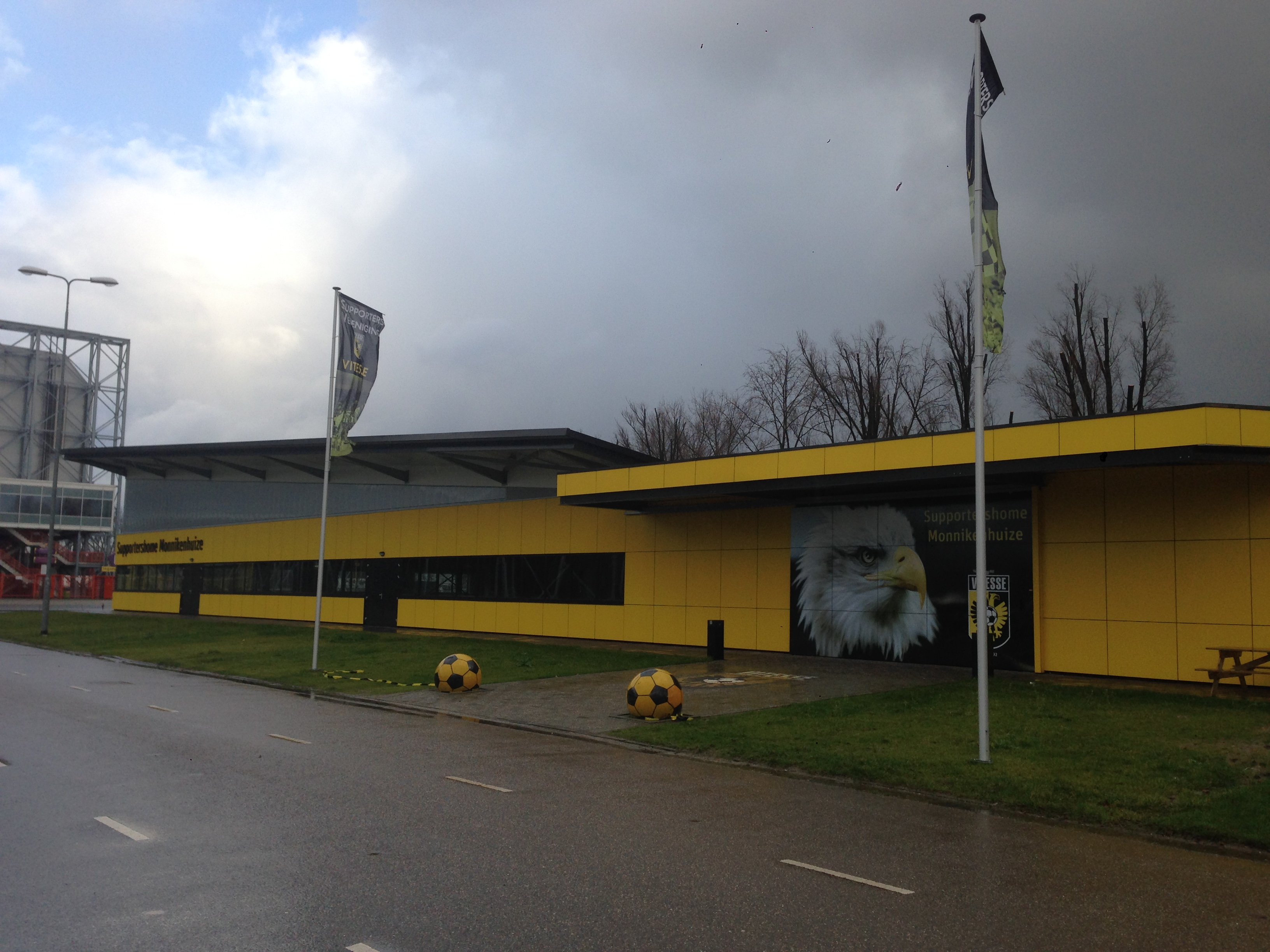
Supportershome van Supportersvereniging Vitesse

Vitesse verkoopt de laatste jaren maximaal 10.000 seizoenkaarten terwijl het stadion een capaciteit voor ruim 21.000 toeschouwers heeft. Gemiddeld kwamen er in de laatste drie seizoenen iets meer dan 16.000 toeschouwers naar de thuiswedstrijden in GelreDome, bij goed bezochte wedstrijden loopt het aantal bezoekers op naar de 20.000.
Het grootste gedeelte van de Vitesse-aanhang komt uit de Stadsregio Arnhem Nijmegen. De fans van Vitesse buiten Arnhem wonen verspreid door Nederland, bijvoorbeeld in de regio's Utrecht, Den Bosch en Apeldoorn. Net over de grens in Duitsland wonen ook supporters die Vitesse bezoeken. De fanatieke supporters zijn verzameld op de Theo Bos Zuid-tribune.

#### Supportersverenigingen
De officiële onafhankelijke Supportersvereniging Vitesse is opgericht in 1992 en verbonden aan voetbalclub Vitesse. Het aantal leden van de vereniging is de afgelopen jaren gegroeid tot ongeveer 3000. Ook het aantal vrijwilligers dat de vereniging draaiende houdt is, mede door deze groei, opgelopen tot ruim 100. De Supportersvereniging Vitesse geeft tevens zes maal per jaar een clubblad onder de naam Zwart op Geel uit. Redacteuren bij dit blad kennen een officiële status bij de club. In 2015 kregen de supporters beschikking over een nieuw blijvend, driehoekig supportershome. Vitesse en clubeigenaar Alexander Tsjigirinski namen de financiering van de casco bouw voor hun rekening, terwijl de Supportersvereniging de inrichtingskosten en de huur moesten betalen.
Naast de Supportersvereniging zijn er ook andere organisaties waarin Vitesse-supporters zich verenigen, zoals het Supporterscollectief de Aftrap, VIVO (Vitesse is van ons), Arnhem Ultras en Crew 81. Deze verenigingen zorgen voor sfeer in het stadion met onder meer grote spandoeken en andere sfeeracties.

#### Spijker-Side & Rijnfront
De ontstaansgeschiedenis van de Spijker-side is begonnen begin jaren zeventig, toen Vitesse voor het eerst in de eredivisie speelde, kwamen er steeds meer jongeren uit verschillende delen van de stad naar het stadion. Het waren straatgroepen bestaande uit jongeren die varieerden in leeftijd van 15 tot 22 jaar. Aangezien in die tijd het Spijkerkwartier een ruige uitstraling had en ook zeer bekend was in den lande, was de naam snel gevonden: Spijker-side. Het Rijnfront is zich gaan vormen eind jaren 80 toen de prestaties steeds beter werden. De jongeren kwamen voornamelijk uit de arbeiderswijken van de stad. Op Monnikenhuize stonden ze in eerste instantie op de onoverdekte staantribune. Daarna was het Rijnfront te vinden in vak DD, ingang Rosendaalseweg.

### Muziek
Allereerste officiële clublied was Geel-zwart bovenaan, ja het kan, ja het moet! (1952). Hedendaags is het officiële clublied van Vitesse Geel en Zwart zijn onze kleuren, geschreven en ingezongen door Emile Hartkamp. In de jaren 60 had Vitesse een ander clublied. Bouw mee aan een steengoed Vites!, geschreven door Pieter Nulden, gecomponeerd door Johan Straus (met 1 's'), een componist uit Arnhem en ingezongen door Henk Bleker & Enka Harmonie. Tientallen jaren is Geel en Zwart zijn onze kleuren het officiële clublied, maar het oude clublied is nog steeds te horen in het stadion. In 2017 werd het lied door Emile Hartkamp in een nieuw jasje gestoken. Martin Esveld en De Kwinks zongen speciaal voor de remake de tekst opnieuw in.

### Rivaliteit

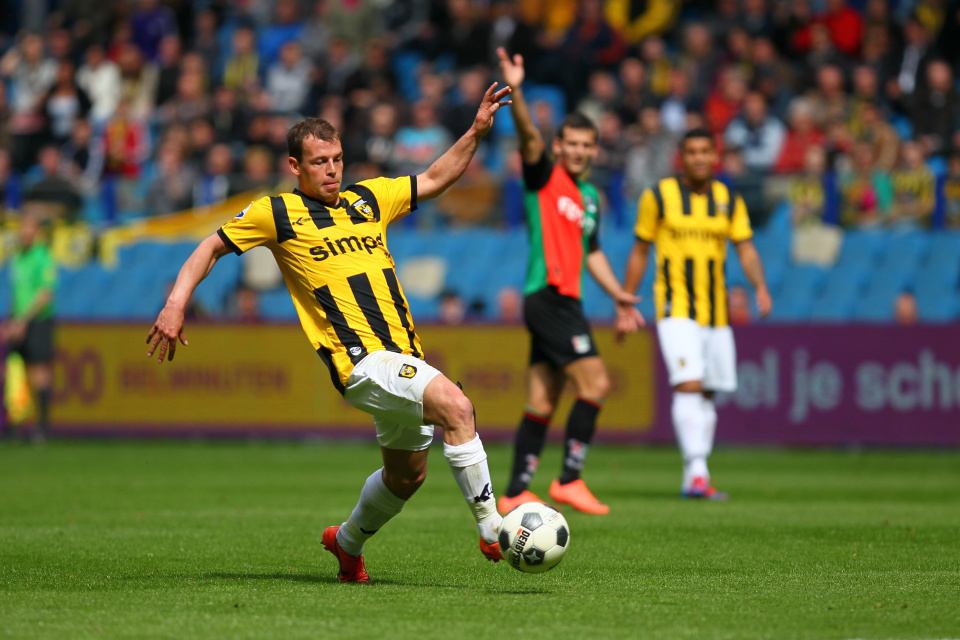
Nicky Hofs tijdens een wedstrijd tegen NEC.

De grote rivaal van Vitesse is het Nijmeegse N.E.C.. Met name uit historisch oogpunt en achterban staan de wedstrijden tussen beide clubs bekend als een beladen wedstrijd. De wedstrijd tussen twee van de grootste clubs van Gelderland staat bekend als de Gelderse Derby. Het is in de publieke beleving een botsing tussen het sierlijke en elegante voetbal van Vitesse en de onverzettelijke strijdlust van N.E.C.. Daarnaast is het een botsing van de twee grootste steden van de provincie: de zelfbewuste uitstraling van de hoofdstad strijdt tegen de Nijmeegse arbeidersmentaliteit. De kiem voor de intense burenruzie is gelegd door Karel Aalbers, in de jaren 90 van de vorige eeuw. De toenmalige voorzitter wilde van Vitesse een topclub maken. Daarnaast maakte hij ook de opmerking dat er in Gelderland maar plaats was voor één grote profclub. Hij bedoelde daarmee Vitesse. Vanaf dat moment is de onderlinge verstandhouding enorm verhard. Door deze rivaliteit breken er regelmatig (ernstige) supportersrellen uit. De rivaliteit leidde ook tot ludieke acties. Toen N.E.C. in mei 2014 degradeerde uit de Eredivisie plaatsten Arnhemse fans op de Nijmeegse Waalbrug een bordje met: Eredivisievoetbal, nog vijftien kilometer. Bij het kampioenschap in de Jupiler League van N.E.C. een jaar later stuurden aanhangers van N.E.C. een vliegtuigje boven Arnhem en GelreDome met daarachter een spandoek: We're back, See you soon.
Een andere rivaal van Vitesse is De Graafschap uit Doetinchem; de onderlinge wedstrijden zijn ook een Gelderse derby en kunnen beladen zijn. Deze derby leeft over het algemeen meer bij de supporters van De Graafschap dan bij Vitesse. Behalve N.E.C. en De Graafschap heeft Vitesse in het verleden een aantal andere rivalen gekend. Bij onder andere de duels met FC Wageningen, Arnhemse Boys, VV Rheden, Go Ahead Eagles en Quick Nijmegen heerste in het verleden enige spanningen. De derby's met Quick groeide uit tot de meest bezochte wedstrijden in het oosten van Nederland, waar het voetbal vanaf 1894 in een stroomversnelling kwam.

### Airborne Herdenking
Sinds 2007 staat jaarlijks, in of rond de periode van 17 tot 25 september, een van de thuiswedstrijden van Vitesse in het teken van de Airborne-herdenking van de Slag om Arnhem uit 1944. De Vitesse-supporters en de club eren de Veteranen, waarbij de oud-strijders worden uitgenodigd om de wedstrijd bij te wonen. Voorafgaand aan het duel worden sfeeracties georganiseerd met doeken en vlaggen en in de rust treden doedelzakspelers op, zoals de traditie inmiddels is. De spelers van Vitesse spelen ook met een speciaal shirt tijdens de wedstrijd, met een Airborne-badge waarop een strijder op een paard wordt afgebeeld. Als traditionele afsluiting na de wedstrijd klinkt het lied We'll Meet Again door het stadion. Naast de wedstrijd zijn de vrijwilligers van de supportersvereniging ook actief tijdens de jaarlijkse herdenkingsweek. Zo is bijvoorbeeld de Supportershome de uitvalbasis voor de doedelzakspelers tijdens de herdenkingsweek in de regio.

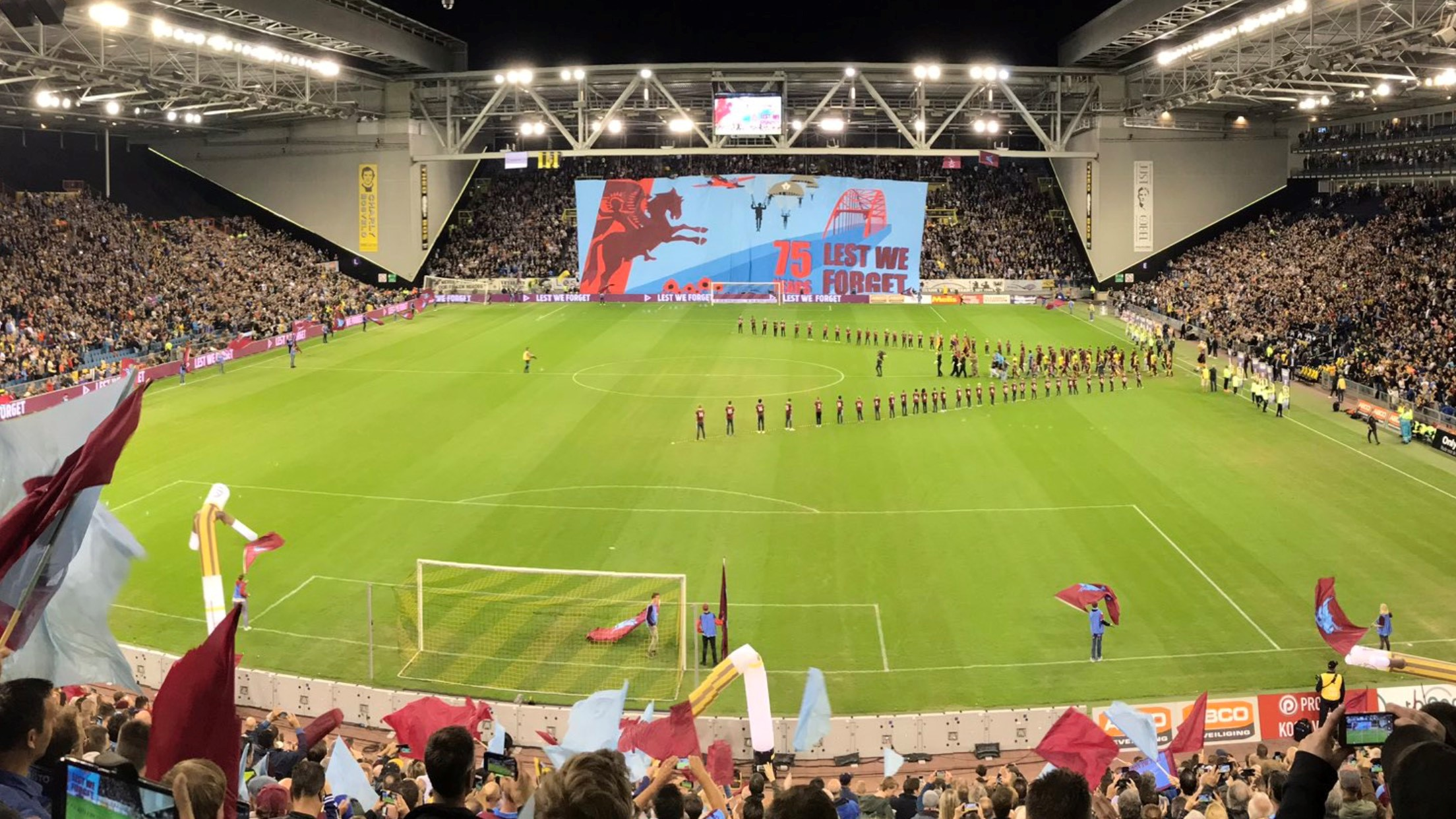
De jaarlijkse Airborne-wedstrijd.

In het seizoen 2012/13 trad Vitesse in het Airborne-duel tegen Heracles Almelo aan in een speciaal verticaal gestreept shirt met de Airborne-kleuren maroon-rood en blauw in plaats van de gebruikelijke gele en zwarte strepen. In het midden op de borst prijkte de Airborne-badge en op de rugzijde van het shirt de tekst "No Bridge Too Far" - refererend aan een uitspraak van Luitenant-generaal Frederick Browning en tevens het boek en de film A Bridge Too Far over de Slag van Arnhem. Ook in het seizoen 2013/14 speelde Vitesse in een maroon-rood en blauw gestreept shirt. De Airborne-badge werd verplaatst van de borst naar de linkerarm, de tekst 'No Bridge Too Far' werd achterwege gelaten.
De in augustus 2014 overleden veteraan Johnny Peters, die jarenlang de Airborne-wedstrijden bezocht, groeide uit tot het icoon van deze speciale wedstrijden. Bekendheid kreeg Peters toen hij in de wedstrijd tegen Heracles Almelo (seizoen 2012/13) oog in oog stond met aanvoerder Goeram Kasjia. De Georgiër overhandigde zijn Airborne-shirt aan Peters en bracht een saluut uit, dit gebeurde wederzijds. Het gebaar van Kashia werd in de daaropvolgende Airborne-wedstrijd tegen PEC Zwolle (seizoen 2013/14) geëerd door het sfeerteam van de Supportersvereniging Vitesse, die een spandoek van twaalf bij acht meter maakte met daarop zowel Kashia als veteraan Peters afgebeeld.
In 2014 was de 70e herdenking van de slag om Arnhem. Om dit te herdenken speelde Vitesse de uitwedstrijden van het seizoen 2014/15 in een Airborne-tenue. Het tenue is in de Airborne-kleuren en het shirt beeldt een silhouet van de John Frostbrug af. Op Woensdag 26 november 2014 was er een docu over Vitesse en Airborne te zien op Fox Sports Eredivisie, genaamd "Veteranen van Vitesse". Alle Airborne-activiteiten zijn, vanuit het oogpunt van de veteranen, samengevat in een uur durende documentaire.
In het seizoen 2019/20 besteedde Vitesse op diverse manieren aandacht aan de 75e herdenking van de Slag om Arnhem. Zo speelde de club de uitwedstrijden wederom in een Airborne-tenue. Daarnaast was het design van de seizoenkaart geheel in de Airborne-kleuren. Op de seizoenkaart was onder andere de John Frostbrug en het Pegasus-logo afgebeeld.

#### Vitesse in oorlogsjaren
Tijdens de bezettingsjaren werd in Nederland gewoon gevoetbald, tot mei 1944. Uiteraard had de Duitse bezetting gevolgen voor de club en haar supporters. Want geregeld moesten spelers onderduiken en gebruikten de Duitsers de gelegenheid om tijdens wedstrijden de tribunes af te schuimen naar onderduikers of ex-militairen die niet hadden geluisterd naar de oproep om zich weer als krijgsgevangene aan te melden. De anti-Joodse maatregelen leidden er in 1942 toe dat Joden geen wedstrijden meer mochten spelen en de velden te bezoeken en het Joodse bestuurslid Herbert 'Happy' Mogendorff moest onderduiken. Vitessenaren boden hem onderduikgelegenheid, waardoor hij als joodse Arnhemmer kon overleven.
In 1942, bij het 50-jarige bestaan van Vitesse, werd voorafgaand aan de erewedstrijd tegen Ajax een defilé gehouden waarbij alle elftallen zich opstelden in een enorme ‘V’. Voor de Duitse machthebbers die op de tribune zaten, betekende het de ‘V’ van Vitesse. Maar alle aanwezige Nederlanders wisten wel beter. Het was een verwijzing naar het Victory-teken van Winston Churchill.
In september 1944 moest Arnhem op last van de bezetter evacueren. Van het voetbalveld bleef weinig over en kort na de bevrijding brandde het clubhuis ook nog af. Voorzitter Mogendorff werd alsnog opgepakt, nadat ook hij Arnhem moest verlaten. Hij keerde op 17 april 1945 terug naar de stad, waar hij het normale leven met succes oppakte. In totaal verloor de club elf leden en spelers onder wie twee Joodse Vitessenaren. Een speciale gedenksteen bij de club houdt de herinnering aan de oorlogsslachtoffers levend. De plaquette kreeg na de oorlog een plek in het toenmalige stadion Nieuw-Monnikenhuize. Tegenwoordig heeft het een prominente plaats bij de hoofdingang van deze hypermoderne trainingsaccommodatie.

### Historische locaties
- Grote Markt - In 2017 won Vitesse de KNVB beker. Een dag na de finale werd Vitesse op de Grote Markt gehuldigd door 20.000 fans.
- De Werklozenbult - De niet betalende bezoekers keken toe vanaf de bekende werklozenbult, langs het pad van de Monnikensteeg naar de Bosweg.
- Rosendaalseweg - De locatie van het oude Vitesse stadion Nieuw-Monnikenhuize.
- Hotel Molendal - Een plek die niet vreemd is voor veel oud-Vitessenaren die net na het tekenen van een contract hier tijdelijk hun woonruimte konden vinden. Het hotel wordt gerund door de familie Streuer.
- Café De Aftrap - Roemrucht café aan het Stationsplein. Eerste thuisbasis van het Rijnfront.
- Café De Schoof - Spelers als Theo Janssen, John van den Brom, Edward Sturing en Dejan Čurović kwamen hier al te graag.
- Restaurant Delphi - Jarenlang de onofficiële huiskamer van Vitesse.
- Sportzaak Bosveld - Henk Bosveld runde een sportzaak aan de Van Muijlwijkstraat te Arnhem.
- Rijnkade - De eerste wortels van Vitesse dateren van het jaar 1887 toen de cricket- en voetbalvereeniging Vitesse werd opgericht. Deze vereniging is opgericht door een groep jonge mannen, die cricket speelde op de Rijnkade.
- Bronbeek - De plek waar de club de allereerste wedstrijden in de historie afwerkt.
- Parkstraat 84 - De clubnaam Vitesse is bedacht door de jongens in het huis van oprichter en speler Frits Couvée, aan de Parkstraat 84 in het Spijkerkwartier.
- Geitenkamp - Theo Bos groeide op in de Arnhemse volksbuurt de Geitenkamp.
- Snackbar Nieuw-Klarendal - Vitessenaar Bennie Hofs begon na zijn voetbalcarrière een snackbar op de Klarendalseweg, die op 23 maart 1977 door Willem van Hanegem werd geopend.
- Sportcomplex Valkenhuizen -  In 1984 werd de vereniging opgedeeld in separate eenheden voor betaald en amateurvoetbal. Zo ontstond op 15 juni 1984 de Arnhemse Voetbalclub Vitesse 1892. De amateurtak verliet later Nieuw-Monnikenhuize en vestigde zich op sportcomplex Valkenhuizen aan de Beukenlaan.

## Stadion

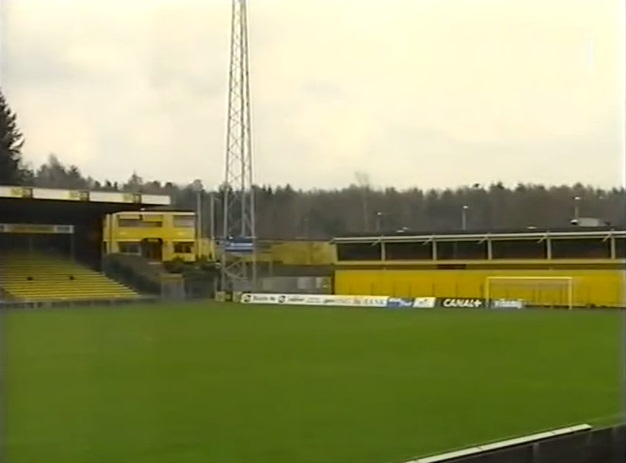
Nieuw-Monnikenhuize

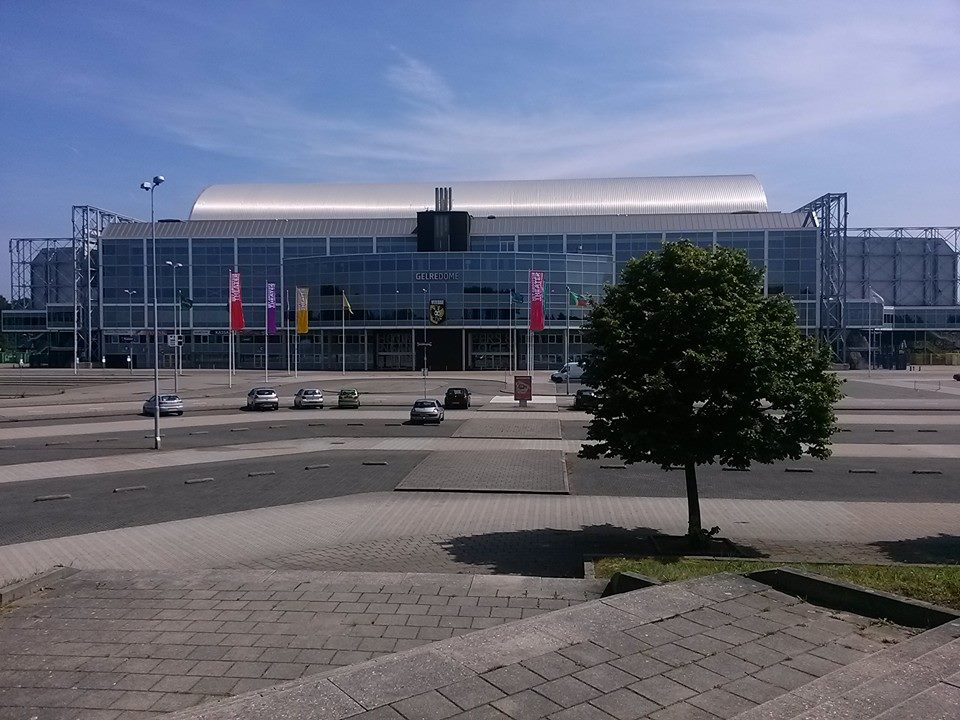
Stadion GelreDome

### Nieuw-Monnikenhuize
Tussen 1950 en 1998 speelde Vitesse zijn thuiswedstrijden in Nieuw-Monnikenhuize aan de Rosendaalseweg en de Monnikensteeg in Arnhem. Gedurende het gebruik heeft het stadion aan maximaal 18.000 toeschouwers plaats geboden. Bij de sloop in 1999 had het nog maar plek voor 10.000 toeschouwers.

### GelreDome
Onder aanvoering van voorzitter Karel Aalbers werd er reeds in de jaren 80 van de twintigste eeuw nagedacht over de bouw van een nieuw stadion voor Vitesse. Desalniettemin zou het nog tot 1996 duren voordat er werd aangevangen met de bouw van een nieuw onderkomen voor de Arnhemse voetbalclub. Op 25 maart 1998 werd het GelreDome officieel geopend en sindsdien dient het als thuisbasis van Vitesse. De eerste wedstrijd, gespeeld op diezelfde dag, werd door Vitesse met 4-1 gewonnen van NAC Breda. Anno 2024 biedt het stadion tijdens voetbalwedstrijden plaats aan 21.248 toeschouwers.
Deze grafiek laat zien hoeveel supporters de thuiswedstrijden van Vitesse gemiddeld bezochten. Duidelijk zichtbaar is wanneer Vitesse het oude stadion Nieuw-Monnikenhuize verliet en intrek nam in GelreDome: het gemiddeld toeschouwersaantal steeg met zo'n 300% na de gereedkoming van de bouw van het stadion in de winter van 1998.

Merk op dat het aantal toeschouwers in de seizoenen 2019/20 t/m 2021/22 (negatief) werd beïnvloed door beperkingen in verband met de coronapandemie(tijdens de coronapandemie moesten in deze seizoenen de wedstrijden een aantal periodes zonder publiek worden gespeeld).
| 10.294 |

| 6.511 |

| 4.868 |

| 5.156 |

| 3.667 |

| 6.417 |

| 9.529 |

| 8.176 |

| 7.059 |

| 3.111 |

| 2.647 |

| 1.967 |

| 2.144 |

| 2.412 |

| 2.111 |

| 1.944 |

| 1.611 |

| 3.994 |

| 8.900 |

| 6.973 |

| 6.606 |

| 6.859 |

| 6.944 |

| 6.937 |

| 7.000 |

| 7.287 |

| 13.789 |

| 23.080 |

| 25.097 |

| 26.007 |

| 24.756 |

| 22.959 |

| 18.973 |

| 18.770 |

| 19.489 |

| 20.179 |

| 19.844 |

| 17.876 |

| 16.985 |

| 15.081 |

| 17.588 |

| 18.462 |

| 19.002 |

| 17.149 |

| 16.904 |

| 15.907 |

| 16.112 |

| 15.346 |

| 14.571 |

| 4.914 |

| 13.439 |

| 15.129 |

| Eredivisie | Eerste Divisie |

## Trainingscomplex

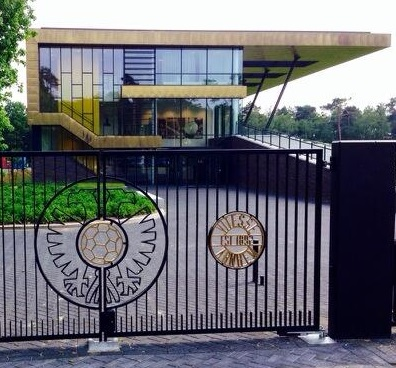
Trainingscomplex van Vitesse op Papendal

### Sportcentrum Papendal
In 2013 werd op Sportcentrum Papendal de nieuwe trainingslocatie van Vitesse en de trainings- en wedstrijdlocatie van de Vitesse Voetbal Academie in gebruik genomen. Papendal is een erkend Centrum voor Topsport en Onderwijs. De Arnhemmers hebben de beschikking over vijf voetbalvelden en een eigen gebouwencomplex. Hierin zijn onder andere kantoren, medische ruimtes, kleedkamers en een kantine gefaciliteerd. Het trainingscomplex van Vitesse is eigendom van de club. De hoofdtribune biedt plaats aan 500 toeschouwers.

## Organisatie

### Betaaldvoetbalorganisatie
De eindverantwoordelijkheid voor de dagelijkse leiding van Vitesse B.V. ligt bij de bestuursvoorzitter, casu quo algemeen directeur. Op deze leiding houdt de Raad van Commissarissen (RvC) toezicht. De stichting 'Vitesse Voor Altijd' zal zich toeleggen op het tijdelijk beheer en de verkoop van de aandelen. De huidige samenstelling van de directie, de RvC en de stichtingen zijn in de volgende overzichten te raadplegen:
| Stichting SBV Vitesse-Arnhem |           |     |      |
| Simone Sanders               | Nederland | Lid | 2024 |
| Gerrit-Jan Steenbergen       | Nederland | Lid | 2018 |

| Raad van Commissarissen |           |     |      |
| Barbara van Hussen      | Nederland | Lid | 2024 |
| Richard le Grand        | Nederland | Lid | 2024 |
| Erik Henstra            | Nederland | Lid | 2024 |

| Stichting Vitesse Voor Altijd |           |     |      |
| John Jaakke                   | Nederland | Lid | 2024 |
| Pieter Colijn                 | Nederland | Lid | 2024 |
| Erik Mulder                   | Nederland | Lid | 2024 |

| Directie Vitesse B.V.            |           |                        |      |
| Edwin Reijntjes                  | Nederland | Algemeen directeur     | 2024 |
| Paul van der Kraan               | Nederland | Adviseur               | 2024 |
| Theo Janssen & John van den Brom | Nederland | Technische zaken       | 2024 |
| Edward Sturing                   | Nederland | Hoofd jeugdopleidingen | 2024 |

| Raad van Advies |           |          |   |
| Cor Guijt       | Nederland | Adviseur | - |
| Jan Snellenburg | Nederland | Adviseur | - |
| Bert Roetert    | Nederland | Adviseur | - |

### Vitesse Voetbal Academie
De Vitesse Voetbal Academie is de jeugdopleiding van de Arnhemmers en heeft een belangrijke functie bij de doorstroom van nieuwe talenten naar het eerste elftal. Bekende jeugdexponenten zijn onder andere Alexander Büttner, Kevin Diks, Marco van Ginkel, Nicky Hofs, Theo Janssen, Roy Makaay, Million Manhoef, Davy Pröpper, Eloy Room, Stijn Schaars, Piet Velthuizen en Ricky van Wolfswinkel. De academie loopt van de Onder 11 tot en met Onder 21. De jeugdopleiding is door de KNVB gecertificeerd als een internationale academie en heeft door de bond een maximale beoordeling van vier sterren gekregen.

### Samenwerkingsverbanden
Vitesse heeft via de Vitesse Voetbal Academie samenwerkingsverbanden met o.a. amateurclubs AGOVV, vv DOVO, DTS Ede, KSV Fortissimo, DVS '33, DVV Duiven, ESA Rijkerswoerd, 1. FC Kleve, SML, SV Spero en VVO. 

## Teams

### Vitesse

#### Selectie
| Nr.           | Nat.               | Naam                     | Contract | Vorige club              |
| ------------- | ------------------ | ------------------------ | -------- | ------------------------ |
| Doelmannen    |                    |                          |          |                          |
| 16            | Vlag van Nederland | Tom Bramel               | 2026     | Eigen jeugd              |
| 30            | Vlag van Nederland | Sep van der Heijden      | 2026     | Jong FC Utrecht          |
| 43            | Vlag van Nederland | Jayden Siecker           | ama      | Eigen jeugd              |
| Verdedigers   |                    |                          |          |                          |
| 2             | Vlag van Nederland | Mees Kreekels            | 2026     | Helmond Sport            |
| 3             | Vlag van Nederland | Giovanni van Zwam        | 2026     | Eigen jeugd              |
| 5             | Vlag van Nederland | Justin Bakker            | 2026     | Kuopion Palloseura       |
| 6             | Vlag van Nederland | Loek Postma              | 2026     | AZ                       |
| 22            | Vlag van Nederland | Mats Egbring             | 2027     | Eigen jeugd              |
| 28            | Vlag van Nederland | Alexander Büttner        | 2026     | De Graafschap            |
| 31            | Vlag van Nederland | Xiamaro Thenu            | ama      | Eigen jeugd              |
| 38            | Vlag van Nederland | Jordy de Beer            | ama      | Eigen jeugd              |
| 55            | Vlag van Nederland | Marcus Steffen           | 2028     | Eigen jeugd              |
| -             | Vlag van Kosovo    | Valon Zumberi            | 2027     | Hamburger SV             |
| Middenvelders |                    |                          |          |                          |
| 18            | Vlag van Nederland | Jim Koller               | 2027     | Eigen jeugd              |
| 20            | Vlag van Georgië   | Irakli Yegoian           | 2026     | FC Twente                |
| 25            | Vlag van Nederland | Adam Tahaui              | 2027     | Eigen jeugd              |
| 34            | Vlag van Nederland | Anass Zarrouk            | 2026     | Eigen jeugd              |
| 35            | Vlag van Nederland | Bas Huisman              | 2026     | Eigen jeugd              |
| 40            | Vlag van Nederland | Mathijs Marschalkn       | ama      | Eigen jeugd              |
| 41            | Vlag van Nederland | Youssef Ouallil          | ama      | Eigen jeugd              |
| 59            | Vlag van Curaçao   | Naygiro Sambo            | ama      | Eigen jeugd              |
| -             | Vlag van Duitsland | Ricardo-Felipe Schwarz   | 2027     | Werder Bremen            |
| -             | Vlag van Duitsland | Moustafa Ashraf Moustafa | 2027     | Borussia Mönchengladbach |
| Aanvallers    |                    |                          |          |                          |
| 11            | Vlag van Nederland | Dillon Hoogewerf         | 2026     | Borussia Mönchengladbach |
| 19            | Vlag van Nederland | Andy Visser              | 2026     | Eigen jeugd              |
| 36            | Vlag van Nederland | Nino Zonneveld           | 2026     | Eigen jeugd              |
| -             | Vlag van Nederland | Ezra van der Heiden      | ama      | De Graafschap            |

Laatste update: 2 juli 2025

#### Staf
| Naam              | Nationaliteit | Functie           | Sinds | Contract | Vorige club |
| ----------------- | ------------- | ----------------- | ----- | -------- | ----------- |
| Technische Staf   |               |                   |       |          |             |
| John van den Brom | Nederland     | Hoofdtrainer      | 2024  | 2025     |             |
| Nicky Hofs        | Nederland     | Assistent-trainer | 2023  | 2025     |             |
| Gery Vink         | Nederland     | Assistent-trainer | 2024  | 2025     |             |

Laatste update: 30 augustus 2024

### Vitesse Onder 21
Vitesse Onder 21, de opvolger van Jong Vitesse, komt uit in de Beloftencompetitie. Tijdens het seizoen 2023/24 staat het elftal onder leiding van Theo Janssen. Het elftal speelt zijn wedstrijden doorgaans op Papendal in Arnhem.

#### Erelijst
| Competitie          | Aantal | Jaren            |
| ------------------- | ------ | ---------------- |
| Derde divisie       | 1×     | 2018             |
| Beloften Eredivisie | 2×     | 1993, 2015       |
| Beloftendivisie A   | 1×     | 2014             |
| District-zuid       | 2×     | 1992, 1993       |
| Districtsbeker Oost | 1×     | 1990             |
| Beloften KNVB beker | 3×     | 1998, 2002, 2011 |

## Overzichtslijsten

### Vitesse in de kampioenscompetitie
Sinds 1888 werd er gestreden om het Nederlands landskampioenschap. De landskampioen werd bepaald door middel van een kampioenscompetitie tussen de kampioenen van de verschillende hoofdklassen, die tot 1950 regionaal verdeeld waren. Toen in 1954 het betaald voetbal werd ingevoerd, bleef dit systeem in eerste instantie bestaan, maar vanaf het seizoen 1956/57 werd de Eredivisie ingevoerd. Sindsdien is de kampioen van de eredivisie ook automatisch landskampioen.
Vitesse heeft zich sinds het eerste Nederlandse kampioenschap in 1888 vijf keer weten te plaatsen voor de competitie; waarvan alle verloren gingen.
De eerste finale werd op 24 april 1898 gespeeld tegen RAP te Utrecht. RAP werd nationaal kampioen door Vitesse met 4–2 te verslaan.
In het seizoen 1902/03 werd de strijd om de landstitel gewonnen door voetbalclub HVV uit Den Haag. Voor de eerste keer werd het kampioenschap bepaald middels een kampioenscompetitie. De oostelijke kampioen was Vitesse en de Amsterdamse club Volharding was kampioen in de andere westelijke competitie.
Het landskampioenschap van het seizoen 1912/13 werd beslist middels twee kampioenswedstrijden tussen de kampioen van de westelijke afdeling Sparta en de Oostelijke Vitesse. De Rotterdamse club won beide wedstrijden met de Arnhemse club met 1-2 en 2-1 en werd de kampioen van Nederland.
In het seizoen 1913/14 werd wederom de kampioenschap beslist via een kampioenscompetitie met HVV Den Haag als winnaar. Het landskampioenschap van het seizoen 1914/15 werd gewonnen door Sparta.

### Vitesse in competitieverband

#### 1895–1954
- 1895 1e
Gelderse Competitie NVB
- 1896 1e
Gelderse Competitie NVB
- 1897 1e
Eerste klasse
- 1898 1e
Eerste klasse
- 1899 3e
Eerste klasse
- 1900 4e
Eerste klasse
- 1901 4e
Eerste klasse
- 1902 5e
Eerste klasse
- 1903 1e
Eerste klasse
- 1904 2e
Eerste klasse
- 1905 2e
Eerste klasse
- 1906 4e
Eerste klasse
- 1907 6e
Eerste klasse
- 1908 5e
Eerste klasse
- 1909 2e
Eerste klasse
- 1910 5e
Eerste klasse
- 1911 3e
Eerste klasse
- 1912 6e
Eerste klasse
- 1913 1e
Eerste klasse
- 1914 1e
Eerste klasse
- 1915 1e
Eerste klasse
- 1916 6e
Eerste klasse
- 1917 7e
Eerste klasse
- 1918 8e
Eerste klasse
- 1919 8e
Eerste klasse
- 1920 8e
Eerste klasse
- 1921 4e
Eerste klasse
- 1922 10e
Eerste klasse
- 1923 1e
Tweede klasse B
- 1924 5e
Eerste klasse
- 1925 3e
Eerste klasse
- 1926 4e
Eerste klasse
- 1927 5e
Eerste klasse
- 1928 8e
Eerste klasse
- 1929 6e
Eerste klasse
- 1930 8e
Eerste klasse
- 1931 9e
Eerste klasse
- 1932 6e
Eerste klasse
- 1933 3e
Eerste klasse
- 1934 5e
Eerste klasse
- 1935 10e
Eerste klasse
- 1936 2e
Tweede klasse B
- 1937 2e
Tweede klasse B
- 1938 3e
Tweede klasse B
- 1939 2e
Tweede klasse B
- 1940 5e
Noodcompetitie
- 1941 1e
Tweede klasse C
- 1942 2e
Tweede klasse C
- 1943 4e
Tweede klasse C
- 1944 1e
Tweede klasse C
- 1945
- 1946 1e
Tweede klasse B
- 1947 10e
Eerste klasse
- 1948 11e
Eerste klasse
- 1949 3e
Tweede klasse B
- 1950 1e
Tweede klasse C
- 1951 9e
Eerste klasse B
- 1952 5e
Eerste klasse B
- 1953 1e
Eerste klasse B
- 1954 6e
Eerste klasse B

In elke staaf van de grafiek staat van boven naar beneden vermeld: 
- Eindnotering

Dit is de positie die de club heeft bereikt in de competitie, zonder eventuele beslissings-, play-off- of nacompetitiewedstrijden die nodig zijn geweest om bijvoorbeeld de kampioen van de competitie te bepalen.
Indien een * achter het getal staat is de notering een tussenstand en kan het zijn dat de notering niet overeenkomt met de uiteindelijke eindstand van de competitie.
Staat er een - dan is het seizoen nog bezig en is er geen definitieve uitslag bekend.
Staat er xx op de positie van de notering, dan heeft de club vroegtijdig de competitie verlaten. Dit kan onder andere komen door terugtrekking van het team, faillissement van de club of door een uitgedeelde straf van de KNVB. In veel gevallen staat elders in het artikel de reden vermeld.
Staat er een ? dan is het resultaat uit het verleden onbekend, en is alleen de competitie of het niveau bekend van dat seizoen.
In de seizoenen 2019/20 en 2020/21 werd wegens de coronacrisis het amateurvoetbal afgebroken. Daardoor kennen deze staven geen eindklassering (middels -- weergegeven).
- Competitieniveau en afdelingsletter of Officiële eindstand Eredivisie
  - Competitieniveau en afdelingsletter

Hierbij geeft het getal het niveau weer, dat ook terug te vinden is in de legenda. De letter is de afdelingsaanduiding en wordt gebruikt wanneer er meer afdelingen zijn op hetzelfde niveau. De afdelingsletter is altijd een hoofdletter en wordt meestal zonder nummer gebruikt.
Voorbeeld: 2F is niveau 2e klasse competitie F.
Het competitieniveau en nummer wordt niet vermeld wanneer er slechts één competitie van dit niveau was.
  - Officiële eindstand Eredivisie (getal staat tussen haakjes vermeld)

Sinds de introductie van play-offwedstrijden voor Europees voetbal na afloop van de reguliere competitie in 2005/06, is de KNVB verplicht een eindstand van de Eredivisie door te geven aan de UEFA aan de hand van deze play-offwedstrijden.
Bij deze eindstand staan clubs die zich hebben gekwalificeerd voor Europees voetbal hoger dan clubs die zich niet wisten te kwalificeren. Indien er geen verschil was tussen de eindnotering en de officiële eindstand, staat dit getal niet vermeld.

- Onderafdeling

Hier staat afgekort de naam van de onderafdeling indien de club in dat jaar in een onderafdeling uitkwam. Tevens staat deze afkorting in de legenda en wordt gelinkt naar het artikel over deze onderafdeling. Deze afkorting wordt alleen vermeld wanneer de club in het verleden in verschillende onderafdelingen heeft gespeeld. Deze vermelding is in de staaf altijd in kleine letters. Deze onderafdelingen zijn na het seizoen 1995/96 afgeschaft. Heeft de club in slechts één onderafdeling gespeeld, dan is dit alleen terug te vinden in de legenda.
Onder de staaf staat het jaartal vermeld waarin het seizoen is afgesloten. 15 verwijst naar het seizoen 2014/15 of eventueel het seizoen 1914/15.
Wanneer een staaf leeg is, zijn deze gegevens niet bekend. Het kan ook zijn dat de club dat seizoen niet heeft meegespeeld op het hogere amateurniveau, vroegtijdig de competitie heeft verlaten of uit de competitie is gezet.

In het seizoen 1944/45 was er wegens de Tweede Wereldoorlog geen regulier competitievoetbal.
- Eerste klasse
- Tweede klasse
- Gelderse Competitie NVB
- Noodcompetitie

- Tijdens de mobilisatie en bezetting wordt er in het seizoen 1939/1940 een regionale noodcompetitie gespeeld met tegenstanders uit verschillende klassen.
- Door de Tweede Wereldoorlog speelde Vitesse in het seizoen 1944/1945 geen wedstrijden in competitieverband.

#### Sinds 1955
- 1955 8e
Eerste klasse (prof) C
- 1956 15e
Hoofdklasse (prof) A
- 1957 7e
Eerste divisie B
- 1958 5e
Eerste divisie A
- 1959 10e
Eerste divisie B
- 1960 2e
Eerste divisie A
- 1961 4e
Eerste divisie A
- 1962 10e
Eerste divisie A
- 1963 6e
Tweede divisie A
- 1964 9e
Tweede divisie B
- 1965 4e
Tweede divisie A
- 1966 1e
Tweede divisie A
- 1967 8e
Eerste divisie
- 1968 5e
Eerste divisie
- 1969 3e
Eerste divisie
- 1970 7e
Eerste divisie
- 1971 3e
Eerste divisie
- 1972 18e
Eredivisie
- 1973 3e
Eerste divisie
- 1974 2e
Eerste divisie
- 1975 3e
Eerste divisie
- 1976 5e
Eerste divisie
- 1977 1e
Eerste divisie
- 1978 9e
Eredivisie
- 1979 14e
Eredivisie
- 1980 17e
Eredivisie
- 1981 8e
Eerste divisie
- 1982 8e
Eerste divisie
- 1983 10e
Eerste divisie
- 1984 11e
Eerste divisie
- 1985 17e
Eerste divisie
- 1986 8e
Eerste divisie
- 1987 7e
Eerste divisie
- 1988 9e
Eerste divisie
- 1989 1e
Eerste divisie
- 1990 4e
Eredivisie
- 1991 5e
Eredivisie
- 1992 4e
Eredivisie
- 1993 4e
Eredivisie
- 1994 4e
Eredivisie
- 1995 6e
Eredivisie
- 1996 5e
Eredivisie
- 1997 5e
Eredivisie
- 1998 3e
Eredivisie
- 1999 4e
Eredivisie
- 2000 4e
Eredivisie
- 2001 6e
Eredivisie
- 2002 5e
Eredivisie
- 2003 14e
Eredivisie
- 2004 16e
Eredivisie
- 2005 7e
Eredivisie
- 2006 11e (10e)
Eredivisie
- 2007 12e (10e)
Eredivisie
- 2008 12e
Eredivisie
- 2009 10e
Eredivisie
- 2010 14e
Eredivisie
- 2011 15e
Eredivisie
- 2012 7e (6e)
Eredivisie
- 2013 4e
Eredivisie
- 2014 6e (8e)
Eredivisie
- 2015 5e (4e)
Eredivisie
- 2016 9e
Eredivisie
- 2017 5e
Eredivisie
- 2018 6e (5e)
Eredivisie
- 2019 5e (6e)
Eredivisie
- 2020 7e
Eredivisie
- 2021 4e
Eredivisie
- 2022 6e
Eredivisie
- 2023 10e
Eredivisie
- 2024 18e
Eredivisie
- 2025 20e
Eerste divisie

In elke staaf van de grafiek staat van boven naar beneden vermeld: 
- Eindnotering

Dit is de positie die de club heeft bereikt in de competitie, zonder eventuele beslissings-, play-off- of nacompetitiewedstrijden die nodig zijn geweest om bijvoorbeeld de kampioen van de competitie te bepalen.
Indien een * achter het getal staat is de notering een tussenstand en kan het zijn dat de notering niet overeenkomt met de uiteindelijke eindstand van de competitie.
Staat er een - dan is het seizoen nog bezig en is er geen definitieve uitslag bekend.
Staat er xx op de positie van de notering, dan heeft de club vroegtijdig de competitie verlaten. Dit kan onder andere komen door terugtrekking van het team, faillissement van de club of door een uitgedeelde straf van de KNVB. In veel gevallen staat elders in het artikel de reden vermeld.
Staat er een ? dan is het resultaat uit het verleden onbekend, en is alleen de competitie of het niveau bekend van dat seizoen.
In de seizoenen 2019/20 en 2020/21 werd wegens de coronacrisis het amateurvoetbal afgebroken. Daardoor kennen deze staven geen eindklassering (middels -- weergegeven).
- Competitieniveau en afdelingsletter of Officiële eindstand Eredivisie
  - Competitieniveau en afdelingsletter

Hierbij geeft het getal het niveau weer, dat ook terug te vinden is in de legenda. De letter is de afdelingsaanduiding en wordt gebruikt wanneer er meer afdelingen zijn op hetzelfde niveau. De afdelingsletter is altijd een hoofdletter en wordt meestal zonder nummer gebruikt.
Voorbeeld: 2F is niveau 2e klasse competitie F.
Het competitieniveau en nummer wordt niet vermeld wanneer er slechts één competitie van dit niveau was.
  - Officiële eindstand Eredivisie (getal staat tussen haakjes vermeld)

Sinds de introductie van play-offwedstrijden voor Europees voetbal na afloop van de reguliere competitie in 2005/06, is de KNVB verplicht een eindstand van de Eredivisie door te geven aan de UEFA aan de hand van deze play-offwedstrijden.
Bij deze eindstand staan clubs die zich hebben gekwalificeerd voor Europees voetbal hoger dan clubs die zich niet wisten te kwalificeren. Indien er geen verschil was tussen de eindnotering en de officiële eindstand, staat dit getal niet vermeld.

- Onderafdeling

Hier staat afgekort de naam van de onderafdeling indien de club in dat jaar in een onderafdeling uitkwam. Tevens staat deze afkorting in de legenda en wordt gelinkt naar het artikel over deze onderafdeling. Deze afkorting wordt alleen vermeld wanneer de club in het verleden in verschillende onderafdelingen heeft gespeeld. Deze vermelding is in de staaf altijd in kleine letters. Deze onderafdelingen zijn na het seizoen 1995/96 afgeschaft. Heeft de club in slechts één onderafdeling gespeeld, dan is dit alleen terug te vinden in de legenda.
Onder de staaf staat het jaartal vermeld waarin het seizoen is afgesloten. 15 verwijst naar het seizoen 2014/15 of eventueel het seizoen 1914/15.
Wanneer een staaf leeg is, zijn deze gegevens niet bekend. Het kan ook zijn dat de club dat seizoen niet heeft meegespeeld op het hogere amateurniveau, vroegtijdig de competitie heeft verlaten of uit de competitie is gezet.

In het seizoen 1944/45 was er wegens de Tweede Wereldoorlog geen regulier competitievoetbal.
- Eredivisie
- Hoofdklasse (prof)
- Eerste klasse (prof)
- Eerste divisie
- Tweede divisie

- In het kader van de coronacrisis werd de competitie van 2019/2020 abrupt beëindigd en niet meer uitgespeeld.

### Vitesse in het bekertoernooi en Johan Cruijff Schaal

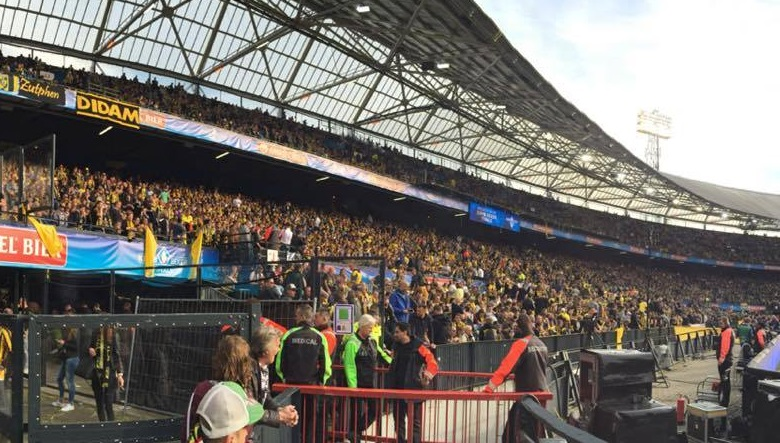
18.500 Vitesse-fans in De Kuip tijdens de KNVB Bekerfinale.

Vitesse heeft zich sinds het eerste Nederlandse bekertoernooi in 1899 vijf keer weten te plaatsen voor de finale; waarvan vier wedstrijden verloren gingen.
De eerste finale werd op 26 mei 1912 gespeeld tegen Haarlem te Amsterdam. Haarlem trok aan het langste eind door met 2-0 te overwinnen.

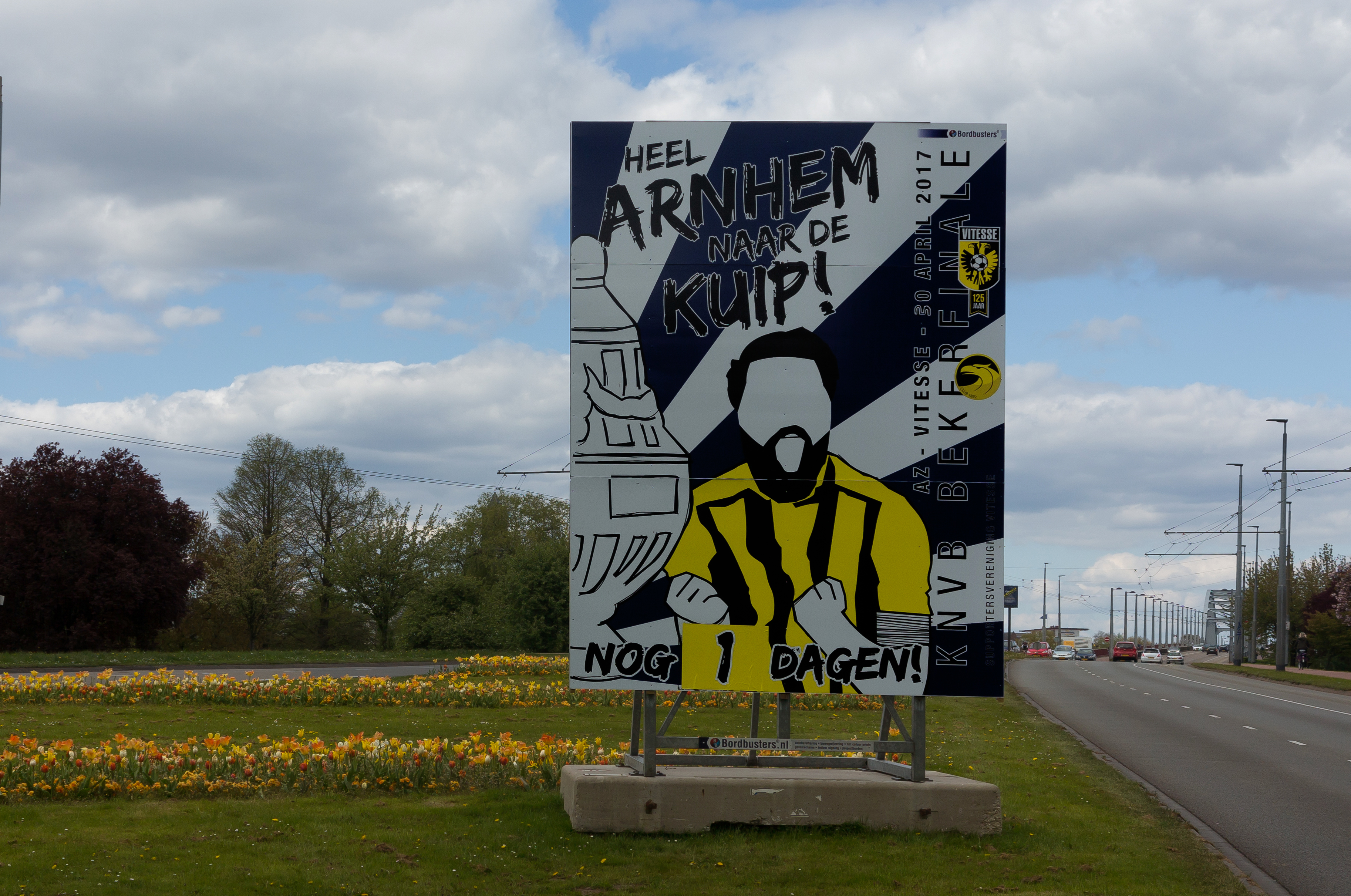
Heel Arnhem naar de Kuip promotiebord voor de bekerfinale.

In het seizoen 1926/1927 haalde Vitesse onverwachts voor de tweede keer de eindstrijd. De finale ging wederom verloren; VUC was met 1-3 te sterk, op Monnikenhuize in Arnhem, waarbij Vitesse-speler Jan de Natris bij een 1-1 stand een penalty miste.
Op 25 april 1990 verloor Vitesse in de Kuip met 1-0 van PSV, mede omdat PSV-keeper Hans van Breukelen in de blessuretijd van de wedstrijd een penalty wist te keren van John van den Brom.
Op 30 april 2017 speelde Vitesse de finale van de KNVB beker, als uitspelende ploeg tegen AZ, wat destijds werd gecoacht door John van den Brom. Vitesse won deze wedstrijd met 2-0 door twee doelpunten van Ricky van Wolfswinkel in de tweede helft. Daarmee won Vitesse voor het eerst een grote prijs, en dat in het jubileumjaar (125 jaar). Als bekerwinnaar mocht Vitesse spelen om de Johan Cruijff Schaal tegen landskampioen Feyenoord op 5 augustus 2017. Na reguliere speeltijd stond het 1-1 in De Kuip. Vitesse verloor uiteindelijk na de strafschoppenserie (4-2), waarbij Vitesse-spelers Tim Matavž en Milot Rashica een penalty miste.
Op 18 april 2021 verloor Vitesse met 2-1 van Ajax. Na een sterk begin van Vitesse kreeg Ajax steeds meer de regie. Dit kwam tot uiting in de openingsgoal van Ryan Gravenberch. Vitesse had het moeilijk in deze fase, maar kwam verrassend op gelijke hoogte door een treffer van Loïs Openda. Vijf minuten voor het einde van de wedstrijd moest Vitesse met tien man verder, toen Jacob Rasmussen een directe rode kaart kreeg, na een overtreding op Antony. De vervanger van de Braziliaanse aanvaller van Ajax, zijn landgenoot David Neres, had niet lang nodig om zich te onderscheiden. Hij schoot zijn ploeg in blessuretijd naar de bekerwinst.

#### Finales om de KNVB beker
| Seizoen | Tegenstander | Uitslag | Plaats                        | Datum    |
| ------- | ------------ | ------- | ----------------------------- | -------- |
| 1912    | HFC Haarlem  | 0-2     | R.A.P.-terrein, Amsterdam     | 26 mei   |
| 1927    | VUC          | 1-3     | Monnikenhuize, Arnhem         | 19 juni  |
| 1990    | PSV          | 0-1     | Stadion Feijenoord, Rotterdam | 25 april |
| 2017    | AZ           | 2-0     | Stadion Feijenoord, Rotterdam | 30 april |
| 2021    | Ajax         | 1-2     | Stadion Feijenoord, Rotterdam | 18 april |

#### Finales om de Johan Cruijff Schaal
| Jaar | Tegenstander | Uitslag        | Plaats                        | Datum      |
| ---- | ------------ | -------------- | ----------------------------- | ---------- |
| 2017 | Feyenoord    | 1-1 (2-4 pen.) | Stadion Feijenoord, Rotterdam | 5 augustus |

### Vitesse in Europa
| Bekertoernooi            | Deelname in seizoenen: |
| ------------------------ | --- |
| Europa League/UEFA Cup   | 1990/91, 1992/93, 1993/94, 1994/95, 1997/98, 1998/99, 1999/00, 2000/01, 2002/03, 2012/13, 2013/14, 2015/16, 2017/18, 2018/19 |
| Europa Conference League | 2021/22 |
| Zomer Cup                | 1978/79 |

#### UEFA rank sinds 1968
In onderstaand schema wordt per jaargang de UEFA ranking van Vitesse vermeld.
| _____ |

| 145 |

| 144 |

| 78 |

| 66 |

| 43 |

| 60 |

| 58 |

| 75 |

| 85 |

| 83 |

| 87 |

| 85 |

| 74 |

| 84 |

| 97 |

| 120 |

| 120 |

| _____ |

| 154 |

| 155 |

| 166 |

| 163 |

| 170 |

| 176 |

| 154 |

| 156 |

| 144 |

| 104 |

| 102 |

| 91 |

| 72 |

| Legenda                                                |
| ------------------------------------------------------ |
| Vitesse speelde deze jaargang Europees voetbal         |
| Vitesse speelde deze jaargang geen Europees voetbal    |
| Toekomstige ranking op basis van huidige coëfficiënten |
| Vitesse had in deze periode geen UEFA ranking          |
| Seizoen nog gaande                                     |

## Records & Statistieken

### Topscorers aller tijden
Jan Dommering was van 1929 tot 1936 en 1945 tot 1948 in het eerste elftal van Vitesse actief. Tijdens zijn studie in Frankrijk speelde hij voor FC Nice (1938 - 1939) Door de vele doelpunten die hij daar maakte als spits kreeg hij de bijnamen "La Tulipe" en "Le diable de Dommering".
Door zijn 160 doelpunten is hij topscorer aller tijden van Vitesse.
| Naam              | Nationaliteit | doelpunten |
| ----------------- | ------------- | ---------- |
| Jan Dommering     | Nederland     | 160        |
| John van den Brom | Nederland     | 111        |
| Gerrit Langeler   | Nederland     | 86         |
| Henk Bosveld      | Nederland     | 81         |
| Kees Meeuwsen     | Nederland     | 80         |

### Topscorers eredivisie
| Naam              | Nationaliteit | doelpunten |
| ----------------- | ------------- | ---------- |
| Matthew Amoah     | Ghana         | 61         |
| John van den Brom | Nederland     | 60         |
| Nikos Machlas     | Griekenland   | 60         |
| Wilfried Bony     | Ivoorkust     | 46         |
| Roy Makaay        | Nederland     | 42         |
| Bryan Linssen     | Nederland     | 42         |

### Meeste gespeelde competitiewedstrijden
| Naam                 | Nationaliteit | wedstrijden |
| -------------------- | ------------- | ----------- |
| Theo Bos             | Nederland     | 369         |
| John van den Brom    | Nederland     | 324         |
| Edward Sturing       | Nederland     | 295         |
| Martin Laamers       | Nederland     | 272         |
| Raimond van der Gouw | Nederland     | 258         |
| Guram Kashia         | Georgië       | 244         |

### Top 5 uitgaande recordtransfers
| Naam                | Nationaliteit | Nieuwe club           | Transfersom    |
| ------------------- | ------------- | --------------------- | -------------- |
| Wilfried Bony       | Ivoorkust     | Swansea City          | € 16.000.000,- |
| Marco van Ginkel    | Nederland     | Chelsea FC            | € 9.400.000,-  |
| Nikos Machlas       | Griekenland   | AFC Ajax              | € 8.500.000,-  |
| Milot Rashica       | Kosovo        | Werder Bremen         | € 8.100.000,-  |
| Vyacheslav Karavaev | Rusland       | Zenit Sint Petersburg | € 8.000.000,-  |

### Top 5 inkomende recordtransfers
| Naam                 | Nationaliteit | Vorige club       | Transfersom   |
| -------------------- | ------------- | ----------------- | ------------- |
| Bob Peeters          | België        | Roda JC           | € 6.300.000,- |
| Pierre van Hooijdonk | Nederland     | Nottingham Forest | € 4.730.000,- |
| Wilfried Bony        | Ivoorkust     | Sparta Praag      | € 4.000.000,- |
| Didier Martel        | Frankrijk     | FC Utrecht        | € 2.750.000,- |
| Tim Cornelisse       | Nederland     | RKC Waalwijk      | € 2.500.000,- |

### Internationals

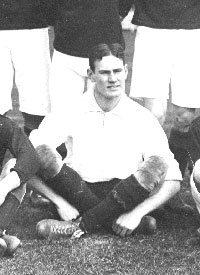
Interland-recordhouder van Vitesse Just Göbel op 26 april 1914 voor aanvang van de interland Nederland - België (4 - 2)

Vitesse heeft in de loop der jaren verschillende spelers afgeleverd aan het Nederlands elftal; om precies te zijn: 22 spelers hebben minstens één interland gespeeld terwijl ze voor Vitesse uitkwamen. Aanvaller en tevens medeoprichter van Vitesse Willem Hesselink was in 1905 de eerste speler die namens Vitesse voor Oranje mocht spelen. Davy Pröpper is met zijn optreden tegen de Verenigde Staten op 5 juni 2015 tot op heden de laatste Vitesse-speler in een Oranje-shirt. Recordhouder is keeper Just Göbel, tussen 1911 en 1919 eerste doelman van het Nederlands elftal, die al zijn 22 interlands namens Vitesse speelde.
Op 20 december 1989 speelde Nederland in de tweede helft met een recordaantal van drie spelers van Vitesse tegen Brazilië: Edward Sturing, Martin Laamers en Bart Latuheru. Hierdoor bestond de hele linkerzijde van Nederland uit spelers afkomstig van Vitesse.
Onderstaande spelers hebben tijdens hun loopbaan bij Vitesse één of meerdere wedstrijden gespeeld voor het Nederlands elftal.
| Periode   | Naam                 | Interlands | Gespeeld onder Vitesse |
| --------- | -------------------- | ---------- | ---------------------- |
| 1905-1905 | Willem Hesselink     | 1          | 1                      |
| 1911-1919 | Just Göbel           | 22         | 22                     |
| 1920-1925 | Jan de Natris        | 23         | 1                      |
| 1923-1928 | Gerrit Horsten       | 6          | 1                      |
| 1952-1952 | Sjaak Alberts        | 5          | 5                      |
| 1952-1953 | Wim Hendriks         | 3          | 3                      |
| 1987-1994 | Hans Gillhaus        | 9          | 2                      |
| 1989-1990 | Martin Laamers       | 2          | 2                      |
| 1989-1989 | Bart Latuheru        | 1          | 1                      |
| 1989-1990 | Edward Sturing       | 3          | 3                      |
| 1990-1993 | John van den Brom    | 2          | 2                      |
| 1994-2004 | Pierre van Hooijdonk | 46         | 4                      |
| 1995-1995 | Glenn Helder         | 4          | 1                      |
| 1996-2005 | Roy Makaay           | 43         | 2                      |
| 1996-1997 | Ferdi Vierklau       | 2          | 2                      |
| 1998-1998 | Martijn Reuser       | 1          | 1                      |
| 1998-2001 | Marc van Hintum      | 8          | 8                      |
| 1999-2001 | Sander Westerveld    | 6          | 1                      |
| 2001-2002 | Victor Sikora        | 6          | 6                      |
| 2006-2011 | Theo Janssen         | 5          | 2                      |
| 2009-2009 | Piet Velthuizen      | 1          | 1                      |
| 2012-2017 | Marco van Ginkel     | 8          | 1                      |
| 2013-2021 | Patrick van Aanholt  | 19         | 2                      |
| 2015-2019 | Davy Pröpper         | 19         | 1                      |

Vitesse heeft ook meerdere niet-Nederlandse internationals in zijn gelederen gehad. Onderstaande spelers hebben tijdens hun loopbaan bij Vitesse één of meerdere wedstrijden gespeeld voor een nationaal elftal.
| Periode    | Naam               | Land                  | Interlands | Gespeeld onder Vitesse |
| ---------- | ------------------ | --------------------- | ---------- | ---------------------- |
| 1990-1998  | Benedict Iroha     | Nigeria               | 60         | 15                     |
| 1993-2002  | Nikos Machlas      | Griekenland           | 61         | 12                     |
| 1993-2001  | Joaquín del Olmo   | Mexico                | 51         | 4                      |
| 1994-2002  | Tijani Babangida   | Nigeria               | 36         | 5                      |
| 1994-2003  | Marián Zeman       | Slowakije             | 29         | 8                      |
| 1995-2002  | Dejan Stefanović   | Joegoslavië           | 19         | 8                      |
| 1996-2005  | Mamadou Zongo      | Burkina Faso          | 23         | 14                     |
| 1998-2000  | Nenad Grozdić      | Joegoslavië           | 11         | 4                      |
| 1998-2002  | Bob Peeters        | België                | 13         | 11                     |
| 1998-2015  | Raio Piiroja       | Estland               | 114        | 6                      |
| 1999-2000  | Ștefan Nanu        | Roemenië              | 7          | 3                      |
| 2000-2012  | Mahamadou Diarra   | Mali                  | 79         | 9                      |
| 2000-2012  | Giovanny Espinoza  | Ecuador               | 91         | 11                     |
| 2002-2010  | Matthew Amoah      | Ghana                 | 44         | 7                      |
| 2002-2009  | Evgeniy Levchenko  | Oekraïne              | 8          | 1                      |
| 2002-2006  | Abubakari Yakubu   | Ghana                 | 16         | 7                      |
| 2002-2006  | Dragoslav Jevrić   | Joegoslavië           | 43         | 31                     |
| 2006-2009  | Gill Swerts        | België                | 17         | 5                      |
| 2005-2009  | Niklas Tarvajärvi  | Finland               | 4          | 1                      |
| 2006-2012  | Mads Junker        | Denemarken            | 7          | 1                      |
| 2006-2009  | Juan Gonzalo Lorca | Chili                 | 11         | 1                      |
| 2006-2015  | Dalibor Stevanovič | Slovenië              | 21         | 7                      |
| 2006-2018  | Vladimir Stojković | Servië                | 84         | 3                      |
| 2006-2014  | Danko Lazović      | Servië                | 43         | 9                      |
| 2007-2013  | Anthony Annan      | Ghana                 | 64         | 12                     |
| 2008-2016  | Slobodan Rajković  | Servië                | 19         | 4                      |
| 2008-2011  | Michihiro Yasuda   | Japan                 | 7          | 1                      |
| 2009-2012  | Dan Mori           | Israël                | 7          | 4                      |
| 2009-heden | Guram Kashia       | Georgië               | 111        | 59                     |
| 2010-2015  | Denys Oliynyk      | Oekraïne              | 12         | 3                      |
| 2010-2020  | Tim Matavž         | Slovenië              | 39         | 7                      |
| 2010-2019  | Wilfried Bony      | Ivoorkust             | 59         | 17                     |
| 2011-2016  | Mike Havenaar      | Japan                 | 18         | 12                     |
| 2011-heden | Bertrand Traoré    | Burkina Faso          | 74         | 13                     |
| 2011-2020  | Renato Ibarra      | Ecuador               | 49         | 27                     |
| 2011-2019  | Thulani Serero     | Zuid-Afrika           | 43         | 3                      |
| 2012-2019  | Christian Atsu     | Ghana                 | 63         | 9                      |
| 2012-2021  | Tomáš Kalas        | Tsjechië              | 31         | 1                      |
| 2012-2018  | Zakaria Labyad     | Marokko               | 6          | 3                      |
| 2013-2015  | Marcus Pedersen    | Noorwegen             | 9          | 1                      |
| 2013-2020  | Sheran Yeini       | Israël                | 32         | 3                      |
| 2014-2015  | Rochdi Achenteh    | Marokko               | 2          | 2                      |
| 2014-heden | Martin Ødegaard    | Noorwegen             | 57         | 6                      |
| 2014-2022  | Valeri Qazaishvili | Georgië               | 63         | 25                     |
| 2015-heden | Matt Miazga        | Verenigde Staten      | 28         | 5                      |
| 2015-heden | Marvelous Nakamba  | Zimbabwe              | 26         | 7                      |
| 2015-heden | Eloy Room          | Curaçao               | 46         | 17                     |
| 2015-heden | Eli Dasa           | Israël                | 62         | 27                     |
| 2016-heden | Yuning Zhang       | China                 | 30         | 9                      |
| 2016-heden | Matúš Bero         | Slowakije             | 29         | 23                     |
| 2016-2021  | Oussama Tannane    | Marokko               | 11         | 2                      |
| 2016-heden | Carlens Arcus      | Haïti                 | 34         | 6                      |
| 2016-heden | Milot Rashica      | Kosovo                | 53         | 11                     |
| 2019-2021  | Oussama Darfalou   | Algerije              | 2          | 2                      |
| 2020-heden | Armando Broja      | Albanië               | 19         | 6                      |
| 2020       | Sondre Tronstad    | Noorwegen             | 1          | 1                      |
| 2020-heden | Mica Pinto         | Luxemburg             | 31         | 4                      |
| 2021-heden | Enrico Hernández   | El Salvador           | 16         | 4                      |
| 2022-heden | Toni Domgjoni      | Kosovo                | 4          | 4                      |
| 2022-heden | Loïs Openda        | België                | 16         | 3                      |
| 2023-heden | Saïd Hamulić       | Bosnië en Herzegovina | 6          | 4                      |

## Bekende (oud-)Vitessenaren

### Vitessenaar van de eeuw
Henk Charly Bosveld wordt in december 1999 zowel door De Gelderlander als de Arnhemse Courant verkozen tot Speler van de Eeuw, waarmee hij onder anderen de nummer 2 John van den Brom achter zich wist te houden. Helaas kon Bosveld deze eervolle uitverkiezing niet zelf meemaken; op 6 augustus 1998 overleed Bosveld plotseling aan een hartinfarct. Mede door deze uitverkiezing heeft Bosveld een plaatsje gekregen in het Home of History van Vitesse en is hij de enige Vitesse-speler wiens foto siert op de Oost-promenade in GelreDome.
Op 17 augustus 2008 tijdens de Open Dag van Vitesse werd het boek Vitessenaar van de eeuw gepresenteerd, geschreven door René Bremer en Michel Bongers. Dit eerbetoon aan Bosveld geeft middels 24 interviews een beeld over zijn persoon en tevens roemrijke verleden.

### Mister Vitesse

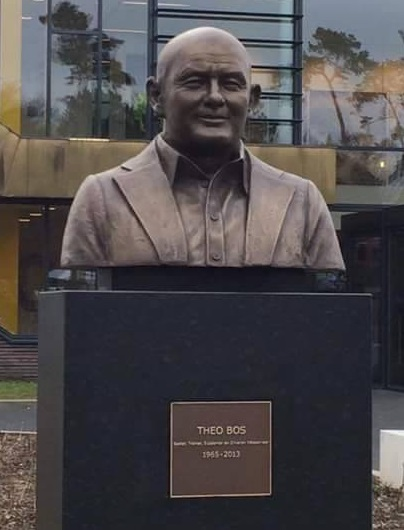
Borstbeeld van Mister Vitesse Theo Bos bij het trainingscomplex van Vitesse.

Theo Bos, Mister Vitesse, speelde als verdediger zijn gehele carrière voor Vitesse. In totaal speelde Bos 369 competitiewedstrijden in 15 seizoenen, waarin hij negen keer een doelpunt maakte. Zijn debuut maakte hij op 31 augustus 1983 tegen FC Wageningen en zijn laatste wedstrijd speelde hij op 25 maart 1998 tegen NAC Breda. Op 27 januari 1999 speelde Bos in de speciale afscheidswedstrijd tegen Schalke 04, samen met Edward Sturing die ook als voetballer afzwaaide.
Na zijn spelersloopbaan ging Bos als jeugdtrainer aan de slag bij Vitesse: hij heeft de B- en A-selectie en Jong Vitesse onder zijn hoede gehad. Ook was hij assistent-trainer van Ronald Koeman, Mike Snoei en Edward Sturing. Eind december 2008 werd Vitesse-trainer Hans Westerhof wegens tegenvallende prestaties ontslagen, waarna Bos op 3 januari 2009 hoofdtrainer van Vitesse werd. Hij bleef tot 21 oktober 2010 aan als trainer.
Vanaf 7 januari 2012 was hij uit de roulatie als trainer bij FC Dordrecht in verband met de constatering van alvleesklierkanker. Vitesse heeft op 26 juli 2012 bekendgemaakt de Zuid-tribune in GelreDome te vernoemen naar Theo Bos als steun tijdens zijn ziektebed. Op 28 februari 2013 overleed Theo Bos aan de gevolgen van zijn ziekte. Op 7 maart 2013 werd in GelreDome afscheid genomen van Bos.
Ter ere van Mister Vitesse zal rugnummer 4 niet meer door Vitesse-spelers gedragen worden, het nummer waarmee Bos voor Vitesse speelde; de laatste speler die rugnummer 4 droeg was Jan-Arie van der Heijden.
Sinds eind 2012 hebben Vitesse en KWF Kankerbestrijding een nauwe samenwerking. Samen met KWF zet Vitesse zich jaarlijks in om geld in te zamelen, specifiek voor wetenschappelijke onderzoek naar alvleesklierkanker. Traditioneel is dit de thuiswedstrijd tegen FC Utrecht. Beide ploegen verloren hun nummer 4. FC Utrecht verloor speler David di Tommaso aan een acute hartstilstand. De shirts van Vitesse worden elk jaar door middel van een veiling verkocht. De opbrengst komt ten goede aan het KWF.

### Vrienden van Vitesse
Vrienden van Vitesse is groep van ongeveer 15 vermogende mensen uit omgeving Arnhem. In het verleden hebben de investeerders de club vaak garant gestaan bij begrotingstekorten. Mede door de hulp van de Vrienden van Vitesse werd Vitesse meerdere keren gered van een faillissement en werd een licentie voor betaald voetbal ternauwernood behouden. Ook zitten er enkele oud vermogende bestuursleden in de Vrienden van Vitesse. Herman Veenendaal speelde voor Vitesse en werd rijk van speelautomaten en vastgoed, Cor Guijt is een bekende makelaar in Arnhem en omstreken en Jan Snellenburg introduceerde met zijn bedrijf de zogenaamde petfles en is al sinds 1983 betrokken bij de club.

### Gouden Vitessenaren
Vitesse kent 14 Gouden Vitessenaren, van mensen die zich bestuurlijk en sportief voor de club hebben ingezet.
- Karel Aalbers
- Kees Bakker
- Martin Esveld
- Cor Guijt
- Arent Jager
- Ton Ketting
- Guus Kusse
- Joop Mutgeert
- Rein Papenburg
- Bert Roetert
- Jan Snellenburg
- Tobias Swelheim
- Herman Veenendaal

Vitesse kent 90 Zilveren Vitessenaren, die veel voor Vitesse hebben ingezet. Dit zijn voornamelijk spelers, medewerkers en vrijwilligers. Enkele voorbeelden van Zilveren Vitessenaren zijn John van den Brom, Bennie Hofs, Theo Janssen, Guram Kashia, Martin Laamers, Jan Streuer, Edward Sturing en Chris de Vries.

### Voorzitters
Vitesse heeft sinds de oprichting van de vereniging verschillende eigenaren en voorzitters gehad. De eerste voorzitter was een van de groep jonge oprichters Frans Dezentjé. Willem Hesselink was van 1917 tot 1922 voorzitter van de club en werd in 1962 benoemd tot erevoorzitter. Na hen hebben bekende namen, waaronder Chris Engelberts, Karel Aalbers, Jos Vaessen, Maasbert Schouten en Merab Jordania, de club geleid.

### Spelers

#### Succeselftallen

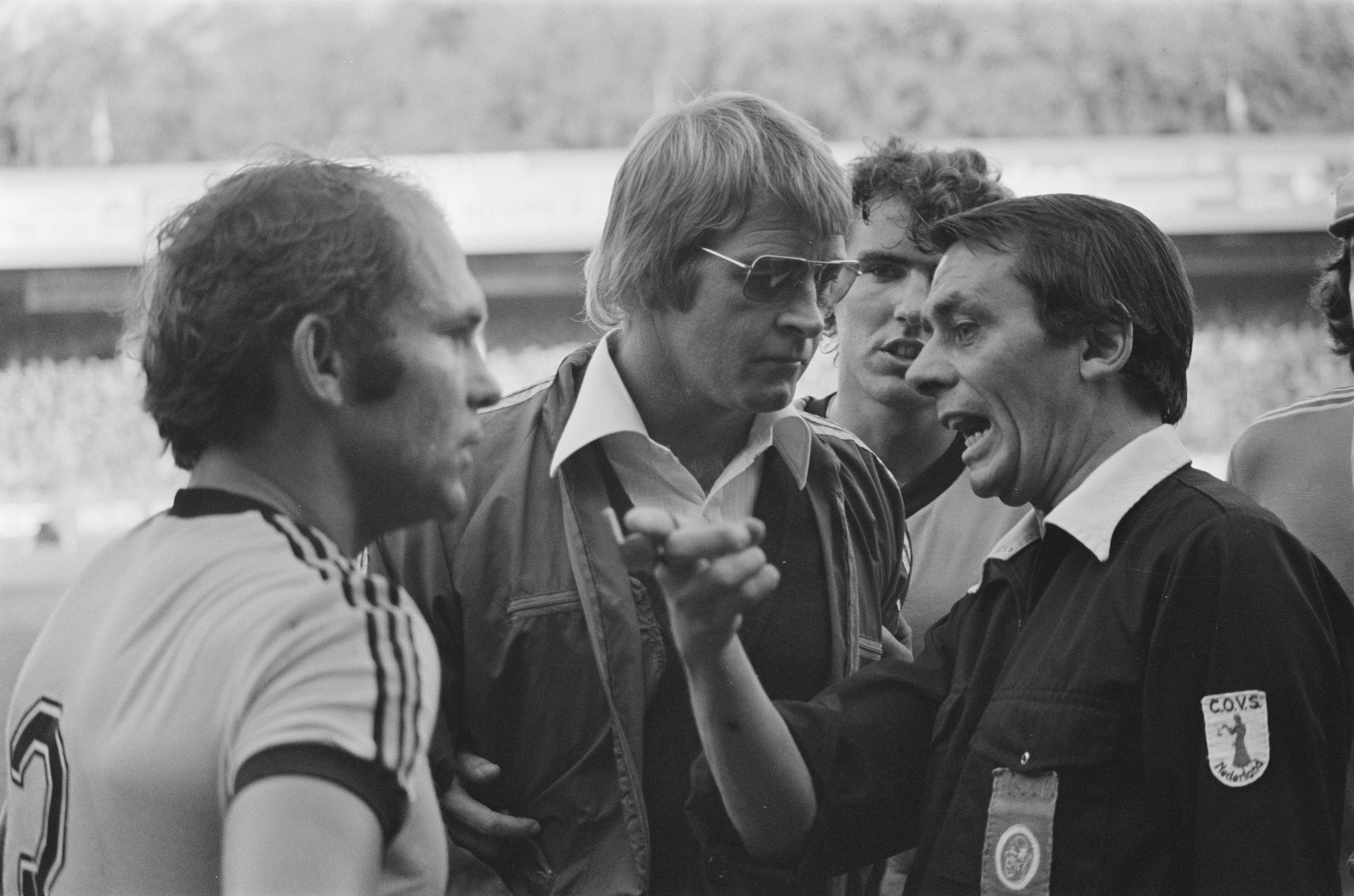
Bert Jacobs (midden)

##### 1976/’77: Eerste kampioenschap Eerste divisie
De Vitesse-selectie stond in het seizoen 1976/’77 onder leiding van trainer Henk Wullems. In de Eerste divisie werd Vitesse kampioen met 55 punten. Dit was het eerste kampioenschap van Vitesse in de Eerste divisie en de tweede promotie naar de Eredivisie. Het succeselftal bestond uit doelman Dick Beukhof, rechtsback Roel Zaaijer, laatste man Dick Mulderij, Joop Heezen en linksback Ad Mellaard, terwijl het middenveld werd gevormd door Willy Veenstra, Henk Bosveld en Bert Kip. Voorin koos Wullems doorgaans voor Boško Bursać, Herman Veenendaal en Herman Gerdsen.

##### 1989/'90: Beste Nederlandse ploeg van het jaar
Onder het bewind van trainer Bert Jacobs speelt Vitesse in het seizoen 1989/'90 voor het eerst in 10 jaar in de Eredivisie, na promotie als kampioen van de Eerste divisie. Vitesse houdt 18 keer de nul en krijgt 20 doelpunten tegen, beide zijn clubrecords in het competitievoetbal. Toen Jacobs Vitesse ging trainen, was de club slechts een middenmoter in de eerste divisie. Een jaar later kon heel Arnhem weer juichen, want in het eerste jaar eredivisie slaagde Jacobs en zijn mannen voor de derde keer in de clubhistorie de KNVB bekerfinale te bereiken, die op 25 april 1990 tegen PSV Eindhoven gespeeld werd in De Kuip. Vitesse verliest de finale met 1-0. Stan Valckx scoort het enige doelpunt, door een penalty. In blessuretijd stopt PSV-keeper Hans van Breukelen een penalty van John van de Brom. In de Eredivisie eindigt Vitesse dit seizoen als 4e met 41 punten (in het "2 punten"-systeem). Vitesse plaatst zich daardoor voor de eerste keer in de clubhistorie voor Europees voetbal om de UEFA Cup. Na het seizoen van 1989/'90 werd Vitesse tijdens het VVCS-gala in Den Haag gekozen tot de beste Nederlandse ploeg van het jaar. Het succeselftal bestond uit doelman Raimond van der Gouw, rechtsback Edward Sturing, laatste man Theo Bos, Frans Thijssen en linksback Arjan Vermeulen, terwijl het middenveld werd gevormd door Martin Laamers, John van den Brom en René Eijer. Voorin koos Jacobs doorgaans voor Rick Hilgers, Bart Latuheru en Hans van Arum, terwijl Jurrie Koolhof pinch-hitter was.

##### 2016/'17: Winst bekerfinale
Onder trainer Henk Fraser weet Vitesse in het seizoen 2016/'17 zich na 27 jaar weer te plaatsen voor de KNVB bekerfinale, die op 30 april 2017 tegen AZ Alkmaar gespeeld werd in De Kuip. Vitesse won de finale met 2-0, door twee doelpunten van vaste spits Ricky van Wolfswinkel. Door dit resultaat won de club voor het eerst in hun 125-jarig bestaan een grote prijs. Het winnende elftal bestond uit doelman Eloy Room, rechtsback Kelvin Leerdam, aanvoerder Goeram Kasjia, Matt Miazga en linksback Arnold Kruiswijk, terwijl het middenveld werd gevormd door Navarone Foor, Marvelous Nakamba en Lewis Baker. Voorin koos Fraser doorgaans voor Milot Rashica, Nathan Allan de Souza en Van Wolfswinkel als vaste spits. De invallers van de geel-zwarte waren rechtsback Kevin Diks, centrumverdediger Maikel van der Werff en de vleugelspeler Adnane Tighadouini.

### Trainers
- Leo Beenhakker
- Theo Bos
- Peter Bosz
- John van den Brom
- Henk ten Cate
- Phillip Cocu
- Henk Fraser
- Joseph Gruber
- Gerrit Horsten
- Bert Jacobs
- Ronald Koeman
- Thomas Letsch
- Leonid Sloetski